# 日吉大社

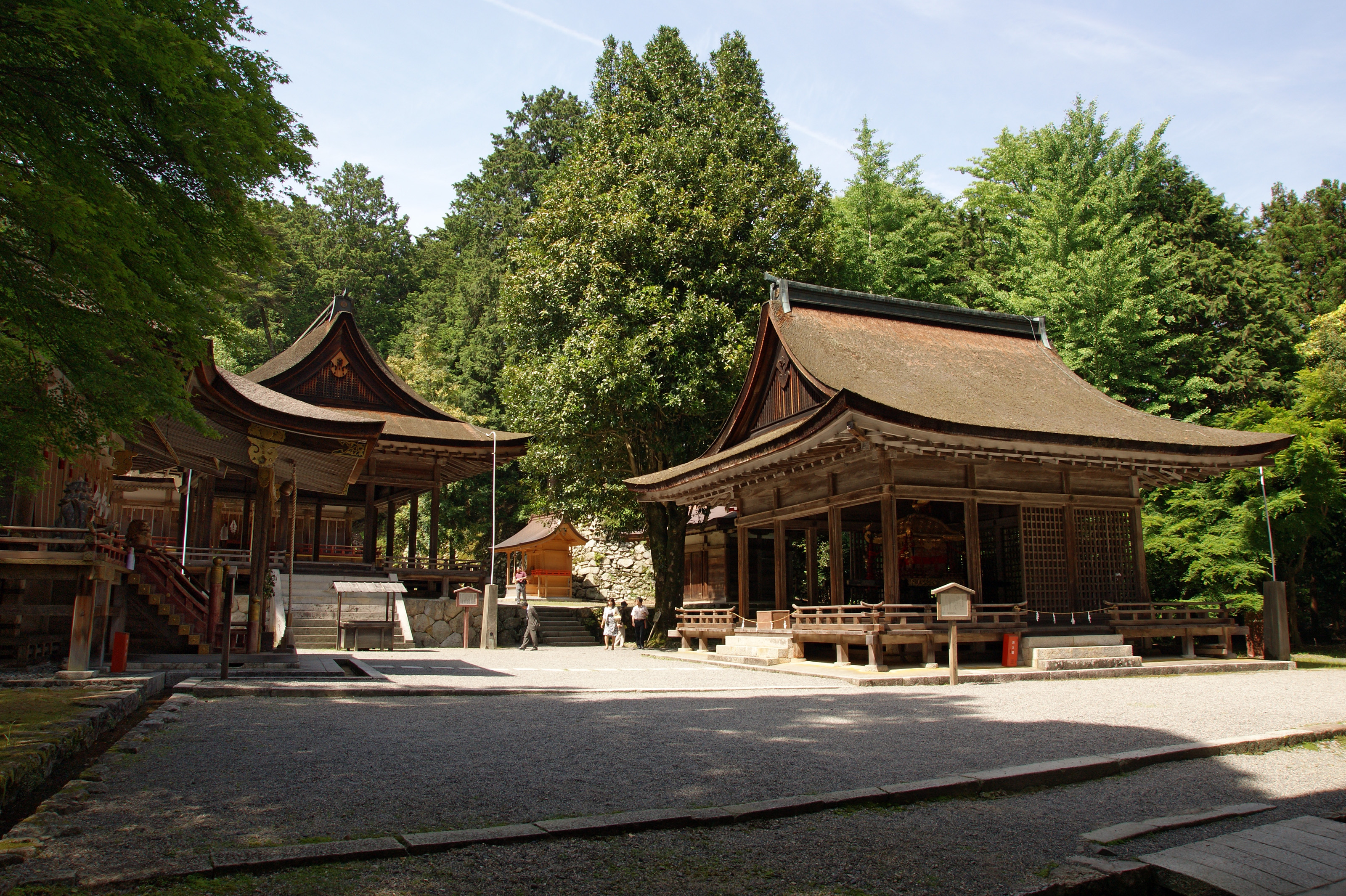
摂社樹下神社拝殿(右)と東本宮拝殿(左奥)両宮の参道は直交している。

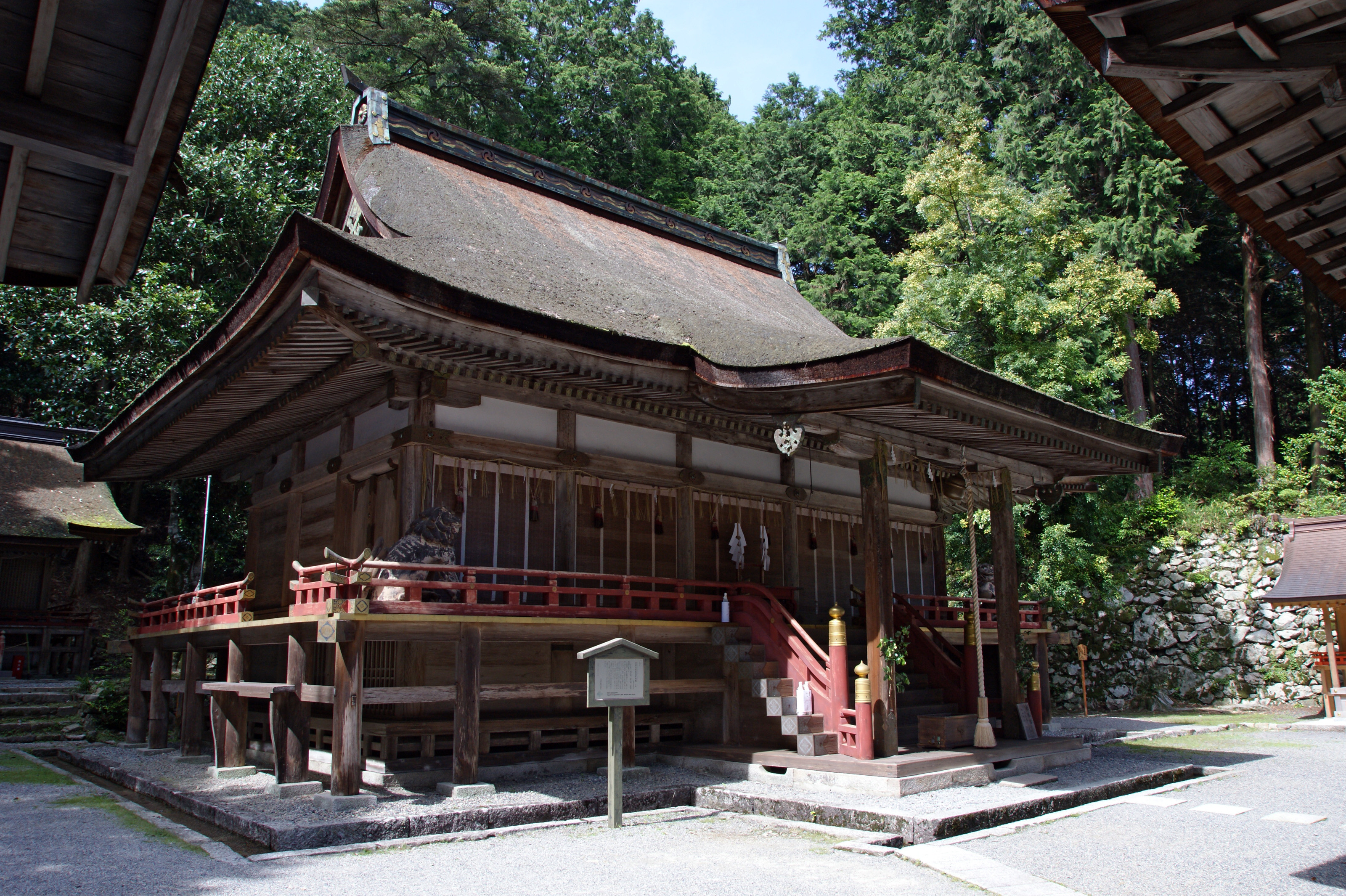
東本宮 本殿（国宝）西本宮本殿と異なり、隅柱上のみに舟肘木を置く。

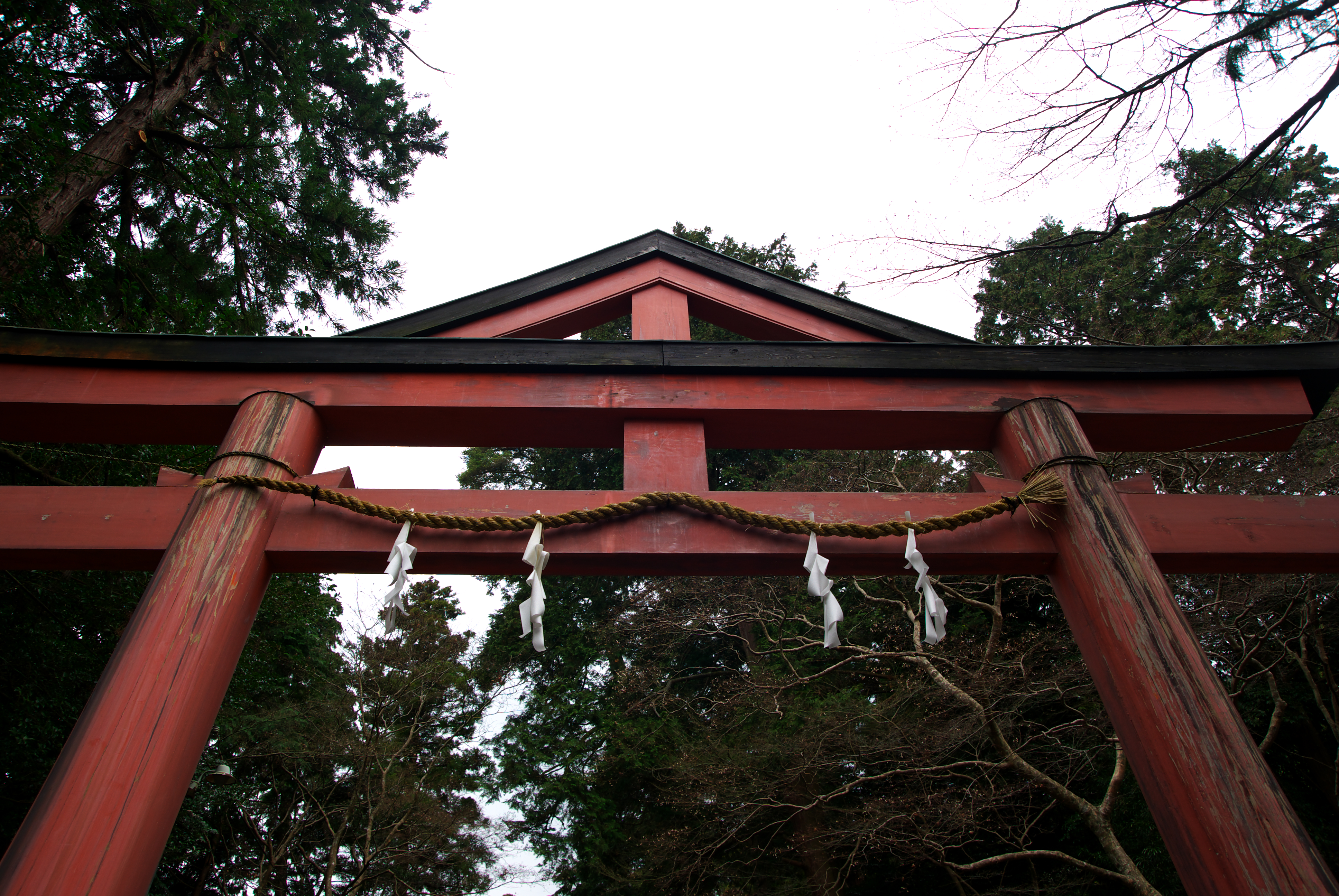
山王鳥居（部分）鳥居の上部に山形をのせている。

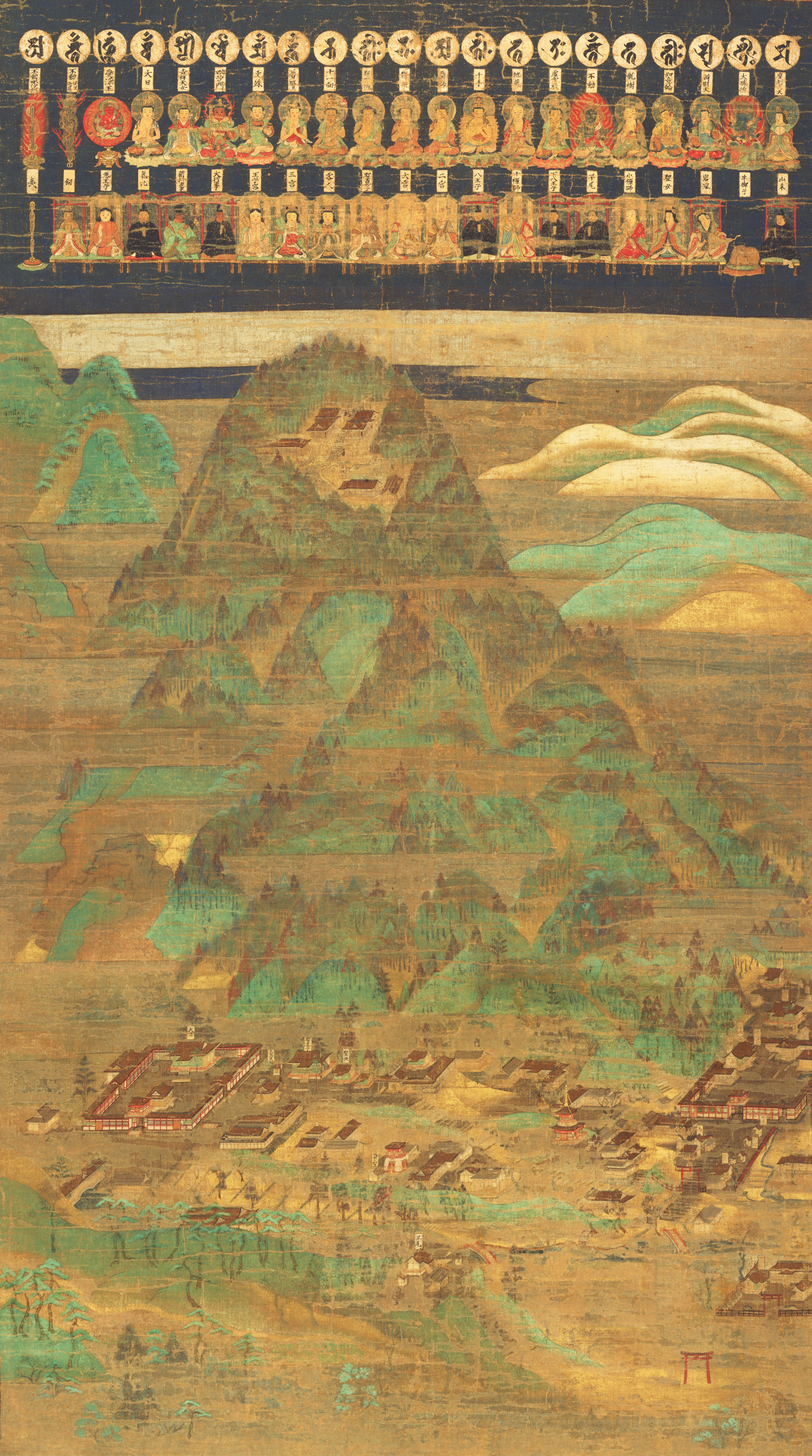
絹本著色日吉山王宮曼荼羅図（1334年 - 1392年頃）。八王子山と山王二十一社の社殿が描かれている。

日吉大社（ひよしたいしゃ）は、滋賀県大津市坂本にある神社。日吉社（ひえしゃ）とも。日本の天台宗山門派の本山である比叡山延暦寺の鎮守社であった。『延喜式』神名帳での呼称は「日吉神社」であるが、中世以降は山王大権現、山王権現、日吉山王権現、日吉山王社等と呼ばれてきた。

## 概要
全国に約3,800社ある日吉・日枝・山王神社の総本社である。『延喜式』神名帳での呼称は「日吉神社」であるが、中世以降は山王大権現、山王権現、日吉山王権現、日吉山王社等と呼ばれてきた。猿が神使で神猿（まさる）とする。西本宮（大宮）と東本宮（二宮）を中心とする400,000平方メートルの境内は国の史跡に指定されている。社名の「日吉」はかつては「ひえ」と読んだが、第二次世界大戦後は「ひよし」を正式の読みとしている。鳥居は、その上部に比叡山延暦寺を示す山形をのせる独自の形式で「山王鳥居」（合掌鳥居、総合鳥居）と呼ばれる。
『古事記』（712年）には、比叡山東麓の八王子山の山頂近くの磐に大山咋神が宿ると記されており、これが最も古い記録である。しかし、日吉社の創建は『古事記』以前であり、その創始についてはっきり知ることは難しい。現代の日吉大社のホームページやパンフレットでは、「およそ2100年前、崇神天皇7年（『日本書紀』では紀元前91年だが、学術的には3 - 4世紀）に創祀された」としている。なお、『日吉社禰宜口伝抄』では「崇神天皇七庚寅年、 詔（みことのり）して牛尾山（八王子山）上の並天塠（あまなみのつか）に坐す大山咋神の和魂（にぎみたま）を山本（山の麓）に鎮座す。」とされているが、本書は幕末維新期に作られた偽書であることがわかっている。伝承では、西の社殿の大宮（現西本宮）の祭神である大比叡（おおびえ）神（山王権現、大宮権現）は、大和の三輪神（三輪明神）すなわち大己貴神が勧請されたもので、東の社殿の二宮（現東本宮）の祭神である小比叡（おびえ）神（二宮権現）は比叡山の東麓の八王子山の神で在地の比叡神、大山咋神（山末之大主神）とされる。現代の日吉大社は大宮について、三輪神天智朝勧請説をとっており、天智天皇が大和から大津に遷都した際に大和の三輪山の神を迎え、鎮護国家の神として祀ったものとしている。なお、大宮に三輪神を勧請したという信頼できる根拠史料はなく、この説は後世に作られた可能性が高いと指摘されている。大宮・二宮は元々は比叡山の神「ヒエの神」であり、比叡山の大小の峰の神であり対の神格という見解もある。
大宮の祭神とされた三輪神は王朝の守り神であり、鎮護国家を説く天台宗と合致していたこともあり、元来の地主神とされた二宮はその地位を奪われ、大宮が上位に遇され尊重された。山王信仰は比叡山の山岳信仰を起源とするが、歴史の中で様々な信仰が複合し、神仏習合も特徴であり、東西の二つの本殿を中心に、上七社（山王七社）を中心とする山王二十一社を擁し、境内・境外の末社各108社を合わせた一大霊場を形成しており、その信仰は複雑な構成であった。山王信仰には多くの神々がひしめいているが、上七社が中核をなしている。上七社の十禅師は、中世には巫覡に憑依し人々に託宣を下す霊山の荒々しい童形神として知られ、霊験あらたかな神として特に恐れられ信仰を集めた。
山王三聖（大宮・二宮・聖真子〔現 宇佐宮〕）の社殿は平安時代前期の仁和4年（888年）までに、山王七社は永久3年（1115年）までに形成されていたと考えられている。
日吉社の信仰は、明治期の神仏分離以前は延暦寺と一体的に発展し、延暦寺の僧徒らに熱心に信仰され、彼らを最強の担い手として威光を誇った。日吉社を中心とする神仏習合の山王信仰は、仏法守護、王法守護、鎮護国家の神として厚い信仰を集め、天台宗が全国的に広まると共に各地に勧請され、その地の鎮守神的な存在となった。天台宗山門派の本山である比叡山延暦寺の鎮守神の神社として非常に繁栄した。
9世紀後半には延暦寺は日吉社の祭祀への干渉を強め、日吉社社司祝部氏が延暦寺に対抗しようと、二宮の祭神を大山咋神から『日本書紀』の天地開闢後最初の神である国常立尊に改めたと考えられている。
室町時代末期には衰退していたが、延暦寺が織田信長と対立し、信長による元亀2年（1571年）の比叡山焼き討ちにより日吉社は焼失。逃げ延びた日吉社総官であった祝部氏の生源寺行丸（祝部行丸、1512年 - 1592年）の主導で、10年の空白期間を経て復興した。現存する日吉大社の社殿の多くは1586 - 1596年という桃山文化の絶頂期に建設されたもので、当時の建物は京都にも現存するが、このように複数が密集するのは珍しく、貴重な風景となっている。
17世紀後半には、日吉社は祭事権だけでなく管理権を延暦寺側に奪われつつあり、また徳川家康を東照大権現として祀る山王一実神道に反感を抱いており、社司らは延暦寺への抵抗を試み、七社のご神体と仏具を密かに持ち出して焼却し、日吉社の神仏習合の廃止を主張し境内への僧侶の立ち入りを拒否。この事件は江戸で取り調べを受け社司らは処罰され、仏像などは復旧された。日吉社社家はまつりを奉仕する以外のすべての権限を失い、延暦寺の支配に対し、怒り、不満、反感を積み重ねていき、これが明治の激しい廃仏毀釈へと繋がったと考えられている。
明治維新における神仏分離令（1868年）の元、日吉社では苛烈な廃仏毀釈が行われ、この騒動は広く知られている。神職らは日吉社の仏教関連文物1000点余り（数千点とも）を焼き捨てた。また、神仏分離令を受けて、日吉大権現という仏教語の神社名を日吉神社（ひえじんじゃ）に変更した。日吉社を中心とする山王信仰は神仏習合であり、仏教からの分離は、日吉社の神々とその序列を大幅に変化させた。現在の日吉大社は、配置、主祭神とその序列、山王祭などの儀式に至るまで、19世紀後半の明治期に再編成されたものである。主祭神が入れ換えられ、仏教と関連性のない新しい神格体系が形成された。この神々の再編成に伴い、山王祭も再構築されている。このように日吉大社には、複雑な宗教対立の歴史がある。現在の日吉大社は、祭神、祭祀、祭祀に携わる人々、社殿内部の装飾や用具まで純神道様式となっており、神仏習合が欠かせぬ要素であった前近代の日吉社の祭祀は現在では失われている。
式内社（名神大社）、二十二社（下八社）の一社だった。
近代社格制度における旧社格は官幣大社で、現在は神社本庁の別表神社。日吉大社によると、戦後、社格制度の廃止で「官幣大社」がなくなったため、各地の分霊社との混同を防ぐため、また総本宮であることから「神社」を「大社」と改め、訓みもより親しみのある「ヒヨシ」に変更し、日吉大社（ひよしたいしゃ）とした。
境内大宮橋は日本百名橋に選定されている。

## 縁起

### 東本宮（二宮）
祭神は小比叡神（小比叡明神〔おびえみょうじん］、二宮権現）と呼ばれ、伝承では在地の比叡神、「ヒエの神」であるとされる。小比叡神は、比叡山の東麓の八王子山（小比叡山）の神で、大山咋神（山末之大主神とも）であるとされる。近江盆地南部の山の神であり、農耕神としての性格を持つ。比叡山の神であり、山岳神、地主神とされる。『日本書紀』の国常立尊、または山王ともされる。
『日吉社禰宜口伝抄』では、日吉社は崇神天皇7年に日枝の山の山頂から現在の地に移されたとされる（なお、この史料は偽書と考えられている）。
文献では、『古事記』に「大山咋神、亦の名を山末之大主神。此の神は近淡海国の日枝の山に坐し」とあり、これが大山咋神に関する記述の初見である。日枝の山（ひえのやま）とは後の比叡山のことである。『古事記』の記述からは、大年神と神活須毘神の女（むすめ）の伊怒比売（いのひめ）の間に生まれた十六神の一柱で、山城国葛野郡の松尾神と同一神とされていたことが分かる。
二宮の由来を語る縁起のうち、最も古く、まとまった内容のものは、鎌倉時代に成立した『耀天記』収録のものであり、これは、日吉社社家の祝部氏に伝わる「山王縁起」と、延暦寺の学僧による「山王事」（天台神道の山王神道の教理書）を併せて成立したと考えられている。『耀天記』には、「二宮 = 地主神説」と、「山王三聖同時降臨説」という、内容と性格の異なる2つの説が見られる。
「二宮 = 地主神説」について、『耀天記』では、過去七仏（釈迦以前にあらわれた七人の仏）のうち拘留孫仏の頃に、涅槃経の一句「一切衆生悉有仏性」と唱える南海の波に乗り、波の留まった地に仏教を広めようと日本に渡り、「サムカセ嶽」の小比叡の椙（杉）の洞に流着し、ここに鎮座したとされている。山本ひろ子によると、小比叡は二宮が鎮座する日吉社神域内ではなく、比叡山の西塔に属する修禅峯近くの山中にあり、この近くに「寒風嶽（サムカセ嶽）」も実在する。また『耀天記』では、二宮は「日本国の地主」とされている。
『耀天記』の「山王三聖同時降臨説」は、説経の名手であった延暦寺の学僧の澄憲が記したもので、「『山王三聖』は同時に天降った。よって二宮だけをとりたてて地主明神とするのはいぶかしい」というものである。聖真子の社殿は、相応和尚（831年 - 918年）の時代の大宮の改築の際に独立して構えられ、これを契機に大宮・二宮・聖真子の「三聖」が成立したといわれ、この「三聖」というトリオの神は、天台宗の「一心三観」や「三身即一」等の教学と関連し合うことで、独自の名目や口伝を形成していった。二宮の縁起は、二宮のみについて語るものと、「三聖」というトリオの神について語るものが、競合・併存しながら発展したのである。『耀天記』では、最澄が小比叡の杉の元に三聖を勧請して受戒（出家）し、三聖は僧形となったとされる。
『山家要略記』では、「小比叡神 = 国常立尊」説と、「小比叡神 = 山王」説という二種類の縁起が説かれている。これは、中世の比叡山で記録を専門とし、口伝法門を形成・伝承した記家によるものである。「小比叡神 = 国常立尊」説では、『日本書紀』の天地開闢という創世記を舞台に、第一に出現する神である国常立尊が初めて天降った高い峯の大棍（おおすぎ）には五色の華が咲いていた、この高い峯とは小比叡であり、国常立尊は小比叡神（二宮）と同体とされ、日本国の地主神とされている。なお、二宮だけでなく、「神祇宣令」説では上七社の神は全て記紀神話の神と習合されており、例えば僧形または童形の神とされた十禅師は、童児神の瓊瓊杵尊とみなされている。
「小比叡神 = 山王」説は、イザナギ、イザナミによる国生み神話にリンクされており、二神により日本の国土が創られた際の「土地ノ最初」こそ「小比叡ノ山」とされ、よって二宮は「我が国の地主」であり、比叡山の山の王として「山王」の称号を与えられている。
『耀天記』の二宮小比叡来臨説（二宮 = 地主神説）を受け継ぐ奇説に、『山家要略記』「厳神霊応章」日吉山王霊応記第三に当たる本編「扶桑古語霊異集」における、小比叡山（母波山）を巡る創世記がある。記家の始祖である大原の顕真（1130年 - 1192年）が許可なく相伝を許さない秘書としたとされるが、実際の作者は『山家要略記』の編著者とされる鎌倉時代の義源によるものと推定されている。この世が始まってから生き続ける白髭の翁の話を都良香が筆録したという体裁を取っている。「『太極』の一気がいまだ象（かたち）なく、天地は混沌として溟涬なる状態」で、この混沌たる海原に「一切衆生悉有仏性、如来常住無有変易」と鳴り響く五色の波が起こり、「三輪の金光」が現れて漂い出し、天地や方位が生じ、世界に秩序と法則が与えられると、「三輪の金光」は「三光（みひかり）の神聖（かみ）」、つまり山王三聖となって仏法を広めるために葦原中国（地上世界）に赴いたという。続いて二宮の縁起が語られるが、原初の五色の波が打ち寄せたのは「小比叡ノ海岸」で、清らかで澄んだ波は上方に凝結して山々となり、濁った波は下方に滞り谷や大地になったと説かれる（中国の天地生成説を流用したもの）。小比叡は元々海であったとされ、これは『諸国一見聖物語』や『日吉山王利生記』にも見られる。原初の五色の波より生じた小比叡は世界建立の聖なる山であり、「波の母ふ山」の意で「母波山」と呼ばれるとされ、『山家要略記』で「重々ノ秘決」とほのめかされているのは、この創世記と推定される。小比叡神は小比叡の麓で、天象・地象が生じる秘蹟を目の当たりにし（陰陽の対立する両儀から四象が生じ、四象から八卦が、八卦に八卦を重ねて六十四卦が定められるという、易を起点とする古代中国の数理観に基づく）、こうして天地が備わり人事が定まると、地神は八卦の中央に坐して「土」を領し「土」を体現した、つまり小比叡神は小比叡の麓に鎮座するが、同時に世界の中央に坐す地神なのである。二宮は世界の創生を統べる神とされ、小比叡山（母波山）は最も根元的な場所とされており、二宮という神号には宇宙生成の動因が投影され、「乾坤之両気ヲ具シ陰陽ノ二気ヲ包ム」からであると説明されている。

### 西本宮（大宮）
中世以来、主に2つの伝承があり、西の社殿の大宮（現西本宮）の祭神である大比叡神（大比叡明神〔おおびえみょうじん］、山王権現、大宮権現）は、天智天皇が即位した668年に、天皇家・皇城鎮護の守護神である大和国の三輪の神（三輪明神）すなわち大己貴神が勧請されたものとされる。もうひとつが、日本の天台宗の祖である最澄が勧請したという説である。

### 研究
信仰の始まり
固有の信仰は、大比叡の山々を背景に坂本の町の西にそびえる円錐形の八王子山（小比叡山、日枝山、波母山、牛尾山とも）を神体山とみることから始まったと考えられる。十禅師社（現樹下宮）の下殿には霊泉（井戸）があり、日吉大社の権禰宜だった嵯峨井建は、八王子山を仰ぐ霊泉の湧く山麓の聖地として、ここを中心に祭祀の場が開けていったと推定している。嵯峨井建は、社殿神道以前のこの地の信仰の最初の形態は、「頂近くの大巌を神が降臨しあるいは籠ります磐座とし、山麓の現社地に湧出する泉をたえずあふれ出る神の恵みと感得し、両者を信仰的に関連づける自然神道」であり、霊泉の湧く山麓の十禅師社の地で年間を通じての日常的な祭祀が行われ、山頂の磐座での祭祀は春秋2度程度行われたと考えている。
八王子と三宮は、共に金大巌に示現したとされ、金大巌を磐座とする神であり、磐座祭祀に発するものと考えられる。
八王子山の東麓（東の山王）には古墳時代後期の円墳（日吉古墳群）が密集しており、これは祖霊信仰の対象であったと思われる。
二宮は元々、現社地より奥の小谷川近くにあったと思われ、現在は古墳群の集中地域にあり、整地したその上に位置する。嵯峨井建は、二宮は大山咋神が座す八王子山を遥かに拝む遥祭地であり、二宮の社は、山頂の神が麓に仮に降臨する仮座とみなされるしつらえであり、祭祀の恒常化によって神霊の常住する本殿と化したものとみている。
二宮 = 地主神説
山本ひろ子は、二宮縁起の「二宮 = 地主神説」は、東塔・西塔・横川（のち日吉社も）を巡礼する比叡山の巡礼・回峰行（千日回峰行）と結びついて定着したもので、西塔から横川への巡礼道の一地点である小比叡という場を不可欠の要素として語られていたことが記録から分かると述べ、この説が広まっていった経緯などを明らかにしている。
小比叡神 = 山王説
『山家要略記』の「小比叡神 = 山王」説は、『五行大義』などの古代中国の神祇観、霊魂（鬼神）観、宗廟社稷観、五行観に基づいて、大宮は「宗廟神」、二宮は「社神」。聖真子は「稷神（五穀の長）」と考えられ、社神については、土地は広大であまねく祭ることができないので、土地を封じて社に祀ると説明される。延暦寺の記家による神祇説、山王神道は、『五行大義』に大きく依拠しており、五行思想、神道、仏教の交わりが見られる。日吉社に奉仕する下層の聖職者である僧形の宮仕（みやじ、宮仕法師）は黄衣をまとっていたが、黄色は中国の五行説で土を象徴する色であり、二宮を中国の伝説の黄帝と重ね合わせたもので、山本ひろ子は、二宮には、中国思想、特に五行思想に基づいた「中央・土（黄色）を統べる大地の王」という面があると指摘し、小比叡神 = 山王説では、小比叡のトポロジーと二宮の地主神的性格が、中国の五行思想を媒介に一気に神話的地平に高められたと述べている。このように二宮縁起は抽象性・根源性・普遍性を強めたが、それに伴い、在地の固有性、地縁性は希薄化している。
小比叡神 = 国常立尊説
『山家要略記』の「小比叡神 = 国常立尊」説では、二宮は、比叡山山中の地主神から日本国の地主神へと拡大されており、二宮が鎮座する小比叡の大杉に咲いた五色の華は、東西南北と中央のシンボライズ（五行思想）であり、誕生した宇宙を分節化するもので、この大杉は原初の霊木、宇宙樹とみなされている。
「大宮 = 三輪神」説への疑問
三輪神が比叡山に勧請された時期については、中世以来、天智朝勧請説（668年）と、日本の天台宗の祖である最澄勧請説の2つがあるが、両説とも信頼できる根拠史料がない。天智朝勧請説を述べる『日吉社禰宜口伝抄』は偽書であることが明らかになっており、この説は1081年以前には確認できず、最澄の時代に勧請されたという説もまた否定されており、三輪神の勧請を信頼できる史料で確認することはできない。また、國學院大學の池田陽平によると、日吉社において、当初三輪神は大比叡神（大宮）ではなく山王三聖とされており、「山王三聖 = 三輪神」説は、「三輪」と「三聖」を付会したことで生じた。
「大宮・二宮 = ヒエの神」説
名古屋市立大学の吉田一彦は、史料から大宮を三輪神とする説は後世に作られたものとして退け、大宮と三輪神は切り離して考えるべきとし、大宮も二宮も元々は比叡山の神である「ヒエの神」であり、これが9世紀後期に大比叡神・小比叡神の二神に展開したものとしている。帝京大学の鈴木宏昌は、大宮と二宮は、比叡山の四明岳を奥宮とし八王子山を山宮とする一対の神格としている。
大宮・二宮が祀られた前後関係への疑問
池田陽平は、「大宮 = 三輪神」説だけでなく、二宮が先に祀られていた神で大宮が後から祀られたという前後関係にも疑念を呈しており、「山王神道で小比叡神が『地主権現』と呼称されていたことから、小比叡神は先に祀られていた神であり、後から大比叡神即ち三輪神が勧請されたと考えられてきた」が、本来「地主」という語に「先に祀られた」という意味はなく、山王神道の教学によるものであることを指摘している。「山王三聖 = 三輪神」説が成立し、「さらに、その後に（小比叡神の）地主権現号が成立したことにより、大宮権現は後から勧請された三輪神であるとされた。何れも大衆の説であり、社家の大宮縁起もこれらの説を受容した結果として成立している。」。
社殿の成立時期
自然神道から社殿神道への移行には仏教の影響があり、社殿神道は仏教的な形態とも言える。嵯峨井建によると、比叡山山中に次々と延暦寺の伽藍が立つ中、徐々にこの地の神道も社殿神道化が進み、二宮（里宮）、大宮、聖真子、客人、八王子（山宮）、十禅師（里宮）、三宮（山宮）の順で社殿が建てられた。佐藤眞人によると、山王三聖（大宮・二宮・聖真子〔現 宇佐宮〕）の社殿は、平安時代前期の仁和4年（888年）までには形成されていた。三宮の創始年代が定かでないため、山王七社の成立年代の上限をはっきりさせることは難しいが、山王七社の成立年代は、万寿5年（1029年）が上限、下限は永久3年（1115年）で、さらに時代を下げても保延6年（1141年）には成立は疑う余地はない。

## 歴史

### 明治以前
延暦7年（788年）、最澄が比叡山上に比叡山寺（後の延暦寺）一乗止観院（後の根本中堂）を建立し、比叡山の地主神を祀る日吉社を守護神として崇敬する。そして、延暦13年（794年）の平安京遷都により、日吉社は京の鬼門に当たることから、鬼門除け・災難除けの社として国から崇敬されるようになった。
天安3年（859年）、小比叡神に神級が授与される。
9世紀後半には延暦寺は日吉社の祭祀への干渉を強め、日吉社社司祝部氏が延暦寺に対抗しようと、二宮の祭神を大山咋神から『日本書紀』の天地開闢後最初の神である国常立尊に改めたと考えられている。
仁和3年（887年）、延暦寺の座主であった天台僧円珍が、大比叡神・小比叡神のために延暦寺に2名の年分度者（国が各宗に割り当てた年度ごとの官許の出家（得度）者の定員）を得たいと朝廷に上表。二神そろっての記述は、この上表文で初めて確認できる。なお、大比叡・小比叡は峰（山）の名前で、円珍以前から使われており、大比叡神・小比叡神はその峰の神の呼び名である。吉田一彦は、比叡山の神「ヒエの神」が二神に展開したのはこの頃と考えられ、大小の峰の名前を発展させて大比叡神・小比叡神という対の神に発展させたのは円珍であり、その目的は二神とすることで2名の年分度者を確保することだと推定している。また、円珍の頃に、大比叡神・小比叡神・聖真子明神の山王三聖が確立した。
延暦寺が勢力を増してくると、やがて日吉社と神仏習合する動きが出て、日吉社の神は唐の天台宗の本山である天台山国清寺で祀られていた山王元弼真君にならって山王権現と呼ばれるようになる。
日吉社は元慶4年（880年）に大宮の祭神が、寿永2年（1183年）に二宮の祭神がそれぞれ正一位の神階に叙せられた。『延喜式神名帳』では名神大社に列格している。
日吉社は延暦寺と次第に一体化していき、平安時代中期には八王子山の奥に神宮寺が建てられている。また、日吉社の参道沿いには延暦寺の里坊が立ち並ぶようになっていく。天台宗が全国に広がる過程で、日吉社の山王信仰も広まって全国に日吉社が勧請・創建され、現代の天台教学が成立するまでに与えた影響は大きいとされる。
天慶5年（942年）には根本多宝塔が建立される。長暦3年（1039年）8月には後の二十二社中の下八社の一つとされた。
永保元年（1081年）の官宣旨所引の日吉社解文で、大宮の三輪神天智朝勧請説が説かれる。これが当説の確実な初見史料。
嘉保2年（1095年）に、初めての日吉社の神輿振の強訴が行われ、この事件は延暦寺の御輿振の歴史の最初を飾る日吉社の神威の偉大さを物語る出来事として語られた。美濃国守源義綱が自国で悪行を働いた比叡山山門の悪僧（国司が朝廷に訴えているため、荘園管理の延長で近隣公領へ非道な侵害を始めたと考えられる）を朝廷に訴え宣旨に基づいて追討し、その際に悪僧の一部が死亡したことに対し、衆徒らが一方的に源義綱に罪があると断じ流罪を求め、神輿を担いで都に向け強訴を行った。朝廷はこれを防ごうと源義綱と源頼治を出陣させて防衛にあたらせた。その際に、十禅師の神輿が矢を射られ複数の死傷者が出たとされる。延暦寺・日吉社側は強訴を中止して撤退したが、その後延暦寺が源義綱の主の藤原師通を呪詛し、承徳3年（1099年）6月に師通が亡くなると、延暦寺はそれを日吉社の神輿の神威であると喧伝したため、朝廷にとっては日吉社の神輿は畏怖の対象ともなっていった。これ以降、延暦寺および日吉社は度々この神輿を使っての神輿振り・強訴を繰り返し行い、平安時代から室町時代にかけての370余年の間に40数回も行われている。『平家物語』の巻一には、白河法皇が「賀茂河の水、双六の賽、山法師、是ぞわが心にかなわぬもの」と嘆いたという逸話があるなど、絶大な権力を有する法王ですら制御できない存在となっていた。
白河院政期に入ってから、比叡山山門を初めとする寺社の騒乱や強訴が急増するが、その要因としては、白河法皇の寺内への人事介入が考えられると指摘されている。またこの時代、荘園と公領はともに武力によって土地の境界を維持・拡張させようとし、荘園・公領間の武力紛争が頻発した。寺社は荘園領主であり、この時期の公領の国衛と寺社の紛争には、こうした徴税を巡る土地争いが背景がある。日吉社の御輿振（強訴）では、まず十禅師・八王子・客人の3基の神輿が根本中堂まで動座し、時間をおいて上七社の残りの社の神輿が動くのが通例であったが、最初の3基の時点で衆徒の要求が叶えられることが多く、京都への御輿振も時としてこの3基で行われていたことが知られる。
延暦寺では、山王権現に対する信仰と天台宗の教えを結びつけて山王神道を説くようになる。山王神道の文献で最も信頼性が高いものが『燿天記』であるが、13世紀前半には原型が成立したと考えられている。『耀天記』において、教理的な面から本地垂迹説、釈迦=大宮の垂迹理論を説く「山王事」は、原型にはなく後に追加されたものであるが、13世紀前半から中頃にかけて成立したと考えられる。「山王事」の本地垂迹説は末法悪世観に基づいており、末法であるというだけでなく、小国の中の小国の日本は、愚鈍で善根のない人ばかりで仏が世に出ることもなく、日本人は説法教化の対象にすらならないため、仏が神の姿で現する必要がある、と説かれる。
正元元年（1259年）に一部の社殿が焼失したが、室町時代には山王神道が益々盛んになり、境内に108社、境外に108社もの摂社・末社が建ち並ぶなど隆盛を誇った。
鎌倉時代末から南北朝時代、13世紀末から14世紀中頃の叡山僧の義源が集大成したと考えられる『山家要略記』では、二宮（小比叡）が国常立尊と、八王子が天照大神の八人の王子と、十禅師が瓊瓊杵尊と一体化・同一視し、日吉の神々は天地開闢神話と結びつけられ、伊勢神道とも結びついた。本書で本地垂迹説は天台宗の三諦と関連付けられて理論が深められ、日吉の神々を他の神々と一体化・同一視することで神々の網目のような相互の繋がりを密にしたが、こうした作業は両部神道でも行われており、中世の習合神道の特徴であった。また、鎌倉時代末から南北朝期には、両部神道や伊勢神道系でも日本中心主義が高まり、天台系の山王神道でも同様の傾向が見られ、義源の弟子光宗が編集した『渓嵐拾葉集』（文保2 - 3年〔1318 - 1319年〕成立）では、天台宗の本覚思想をベースに、日本の神こそが本源で釈迦は神の現れとする反本地垂迹説が説かれた。
平安期以来、延暦寺と共に非常に繁栄したが、中世末期には室町幕府が衰退して動乱の世となり、日吉社は伊勢神宮などの諸社と同様にかなり衰退していた。明応2年（1493年）には志賀の徳政一揆で放火される等、規模は少しずつ縮小し、かろうじて山王二十一社を中心とする祭祀だけは行われていた。
織田信長と浅井長政・朝倉義景が対立する中、織田信長は比叡山山門に、浅井・朝倉への加担を止めるよう、拒否すれば焼き払うと通告したが、比叡山山門はこれを拒否。元亀2年（1571年）、織田信長の比叡山焼き討ちにより、日吉社も全て焼かれて灰燼に帰し、中世日吉社は終焉した。日吉社社家の祝部氏の4名は越前守永原重虎の助けでかろうじて逃げ延び、生源寺行丸（祝部行丸）は七社の再興の基本資料として、七社および膨大な末社、摂社の由来、その配置、祭神の解説を熱心に行った。生源寺行丸を中心に復興を目指したが、織田信長の生前は再建は具体化せず、再建が始まるまで10年間空白期間となり、信長の死（1582年）以降、比叡山山門と日吉社は一気に復興に向かった。現在見られる建造物は安土桃山時代以降、天正14年（1586年）から慶長2年（1597年）にかけて再建されたものである。生源寺家行丸により儀礼も整えられた。山王祭は焼き討ちの11年後の1582年に再開したが、神輿の代わりに大榊が用いられた。信長の死後、豊臣秀吉と徳川家康は山王信仰が篤く、日吉三橋などの建造物がこの時代に構築されている。この時代にはすでに吉田神道の影響が見られ、慶長年間までに山王祭の祝詞が吉田神道流に改変されている。
徳川幕府ができると、家康の信頼厚い天台僧天海の元、延暦寺は江戸に天台宗の実権を奪われ、日吉社社家も財政的に苦しく、天台座主だった尭恕法親王に社家領加増の訴えへの口添えを願うが叶わなかった。17世紀後半には、日吉社は祭事権だけでなく管理権を延暦寺側に奪われつつあり、また徳川家康を東照大権現として祀る山王一実神道に反感を抱いており、日吉社社司らは、神仏習合ではあるが山王神道より純神道的寄りだった吉田神道を取り入れて、思想的に対抗しようとした。
貞亨元年（1684年）に、吉田神道に傾倒していた日吉社社司数名が共謀し、山王七社のご神体である神像（当時、神社の祭神のご神体は本地垂迹説によりほとんどが仏像だった）を持ち出し焼却、「唯一之神」という吉田神道的な思想を拠り所に、「日吉の神道は唯一の神道で、境内へは一切僧侶を入れず、神像のようなものは始めからなかった」と主張し、日吉社の神仏習合を廃止しようとした。江戸での取り調べの結果、社司らの謀があったことが明るみに出て、輪王寺門跡（江戸の天台宗のトップ）の指示で連座した社司ら7名は流罪または国外追放、徒党も処罰され、7軒あった社家の生源寺家・樹下家は2流ずつに整理、社家側はまつりを奉仕する以外のすべての権限を失った。仏像などは復旧されている。嵯峨井健は、明治維新に際し全国に先駆けて実行された日吉社の激しい廃仏毀釈は、こうした延暦寺の支配に対する日吉社の根深い不満・反感の積み重ねがあり、その源がこの事件に求められるとみなしており、東洋文化研究者のアレックス・カーは「神主たちの仏教への怒りは、二〇〇年後に起こる明治政府の仏教弾圧『廃仏毀釈』の伏線となりました。」と述べている。
この貞亨の事件で日吉社から吉田神道は表面的に一掃されたが、社家の内部では吉田神道の修法が行われ、近在の社家への伝授もなされていた。また真言宗系の両部神道の系譜の三輪流神道も流入しており、日吉社は山王一実神道一色というわけではなかった。日吉社社家が三輪流神道を標榜したのは、「大宮 = 三輪神」説という由縁に基づくと考えられるが、経緯はよくわかっていない。このように近世の日吉社では、山王一実神道・吉田神道・両部神道系の三輪流神道の3つが伝承されており、3流が混合した独特の内容もみられる。
国学の影響もみられ、幕末には生源寺業雅、樹下茂仲、樹下茂国が国学者として知られた。

### 明治以後
明治政府の宗教政策は、樹下茂国、平田銕胤、矢野玄道、大国隆正・六人部是香ら復古神道系の神道家たちの影響下にあったが、この復古神道とは本居宣長の没後に門人の平田篤胤が大成した神道説で、儒教と仏教への激しい批判、習合神道（神仏習合）の否定を特徴とし、儒教・仏教が伝来する以前の神道への回帰を実現しようとするものであった。彼ら平田派神道家は、政府の宗教政策を通じ、神仏分離と神道国教化を目指しており、明治政府は、自らを正当化する万世一系という近代国家の神話を全国の神社に背負わせるために、1868年（明治元年）に神仏判然令（神仏分離令、1868年）を発令した。
これを受けて日本中で破壊的で激しい廃仏毀釈の運動が起きたが、その破壊の契機は、日吉社の社司で明治政府の神祇事務局の権判事でもあった樹下茂国率いる、吉田神社（京都市）の神官ら（祝部氏の生源寺希嶼、生源寺業親、樹下成言など）40名の神職で構成された「神威隊」と、彼らに付き従った坂本村の村民数十名による日吉社での破壊行為である。当時の延暦寺の寺僧と日吉社の社僧の関係は良いものではなく、神仏判然令に社僧らが利権を得た形になって暴走し、彼らは仏像・仏器・仏具・経典といった日吉社に飾られていた宝物を破壊し焼き払い、その数は数千点に上るといわれ、十禅師社含めた日吉社の七社すべてが彼らの暴力の被害にあった。樹下茂国は自ら主導して作った神仏判然令を盾に破壊行為を行ったが、布告にあった神社からの仏教的なものの排除を超え、あまりに行き過ぎていたため、明治政府から権威をかさに着て私憤を晴らさないよう注意を受け、一時政府により監禁された。この激しく暴力的な事件は、廃仏毀釈が全国に広がる発端となった。なお、この日吉社における明治元年の神仏分離騒動に関しては、佐藤眞人が慶應年間（江戸時代の最後）の日吉社の動向を分析した「日吉社における神仏分離遂行の経緯―慶應四年までを中心に―」（1988年）が非常に重要な研究成果と評価されている。
日吉社は率先して仏教色を一掃すると、延暦寺から独立して社名を日吉神社（ひえじんじゃ）とした。彼らの破壊行為により日吉社は延暦寺の支配下から外れ、神仏判然令が出された明治元年に、仏教色を排した近代的な山王祭が初めて行われたが、七社に奉仕していた僧（社僧）身分の宮仕・下級僧侶は皆還俗して参加しており、延暦寺の僧侶の参加は許されなかった。樹下茂国たちはさらに仏教の排除を進め、七社のうち、彼らが仏教的と感じたであろう十禅師、聖真子、八王子の社号を改称した。
神仏判然令の翌年の1869年（明治2年）に、樹下茂国と思われる人物が『日吉社禰宜口伝抄』という史料を偽造した可能性が極めて高いと指摘されており、この史料は現在では偽書とみなされている。『日吉社禰宜口伝抄』は11世紀の囗伝を生源寺行丸が16世紀に文書化したものとされ、樹下茂国はこれを根拠に大己貴神を除く祭神を変更した（後述）。これらの祭神は、樹下茂国と思われる人物が明治2年初めに大津県に提出した「祭神および勧請年記云々」という文書が初出である。
また、大山咋神の名が『古事記』にあることと、大宮の勧請が最澄によるという伝承を明治政府が重視したことから、東本宮（二宮）が主神とされ、西本宮（大宮）と東本宮（二宮）の祭神が入れ替えられた。神仏分離に伴う日吉社と延暦寺の完全な分離と共に、古来の神事・祭儀の改廃に拍車をかけることとなった。
1871年（明治4年）、西本宮が官幣大社となる。
1928年（昭和3年）、東本宮が官幣大社となる。
1942年（太平洋戦争開始後）、入れ換えられた東西の本宮の祭神が戻される。
太平洋戦争後の1948年（昭和23年）に神社本庁の別表神社に加列されている。
1989年、『日吉社禰宜口伝抄』が偽書であることが研究で明らかになる。
2006年（平成18年）6月7日、歴史的風土特別保存地区に指定された。
2015年（平成27年）4月24日、「琵琶湖とその水辺景観－ 祈りと暮らしの水遺産 」の構成文化財として日本遺産に認定される。
日吉大社の例祭時には、現在は延暦寺の僧も参加している。
境内入口北側には元は比叡山の里坊・竹林院だった旧竹林院庭園と、元三大師良源ゆかりの求法寺がある。

## 明治以前の信仰

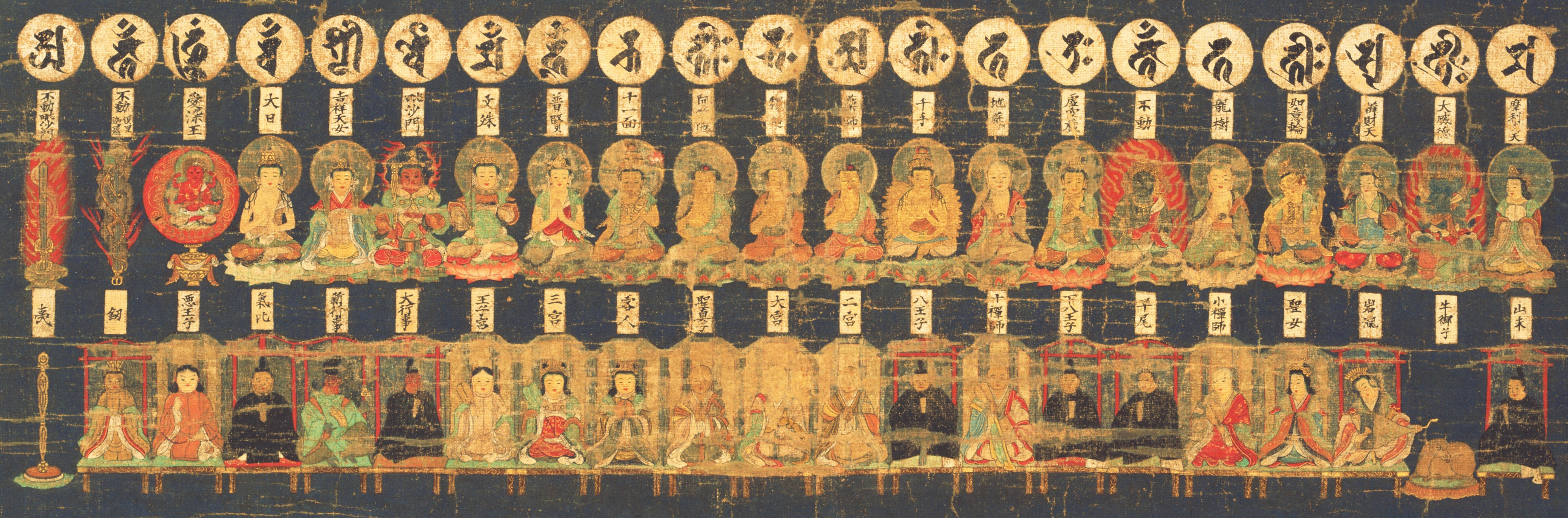
絹本著色日吉山王宮曼荼羅図の上部（1334年-1392年頃）。山王二十一社の祭神・本地仏・種子。山王の上位三柱の神「山王三聖」（下段中央）と十禅師、小禅師は僧形で、つまりこれらの神々は出家しており、明治の神仏分離以後の神道の神の概念とはかなり異なっている。

かつては境内108社・境外108社といわれていた。主な21社は山王二十一社と総称され、日吉大神と呼ばれる。
表の「祭神（諸説など）」は、神仏分離令前に祭られていた、主な祭神説をはじめとする様々な祭神説である（全ての説を挙げているわけではない）。かつては山王信仰、山王神道が盛んであった。山王神道は天台宗の教理を根本とし、山王神道の教理は天台宗の教理と同じと言ってよく、『法華経』、釈迦信仰が中心となっている。天台宗の教理と同じく、釈迦如来（大比叡明神）を真ん中に、両脇に薬師如来（二宮）と阿弥陀如来（聖真子）が配されているが、この三尊は比叡山の西塔・東塔・横川の本尊であり、天台宗で重要な役割を果たす組み合わせである。山王信仰・天台宗では大比叡（大宮、現西本宮）、小比叡（二宮、現東本宮）、聖真子（現宇佐宮）の三神を「山王三聖」として、日吉山を代表する神として尊崇する。聖真子は宇佐八幡神を勧請したもので、大宮と二宮の子とも言われる。元々、山王三聖が三輪神とされていた。
また、山王権現と十禅師権現（僧形または童子形の神）を重視する考えもあり、中世の比叡山では、日本の天台宗の宗祖最澄が比叡山に入った際に最初に出会ったのが霊童（十禅師権現の化現）で、次に現れたのが偉大な化人（山王権現の化現）であり、これは天台宗にとって非常に重要な意味を持つという説「一児二山王」が流布した。稚児の神聖視から成り立つもので、「山王御全体カ児（稚児）ニテ御座（おわしま）ス」（『諸国一見聖物語』、1387年）と言われたように、天台宗の秘儀「児灌頂」（稚児灌頂）を受けた稚児は、十禅師権現の化現、観音菩薩と同体であるとされ、比叡山の神聖な代表者と考えられていた。稚児崇拝が高まる中、「一児二山王」の言葉は、稚児を山王権現より上位に置くことの表明へと変わっていき、山王神道の教義では十禅師が最高の位置に置かれた。
客人宮は、長年白山に参詣していた日吉社の宮籠（日吉社の下層巫覡）が建立したと伝えられる。
八王子と三宮は、八王子山（小比叡山）の山頂の金大巌に示現したとされ、金大巌を挟んで左右に社殿があり、対の社と言える。山王祭の「みあれ神事」は、八王子と三宮の男女の神がまぐわい御子神が誕生することを表し、この御子神は王子宮（現産屋神社）に祀られていたが、天台修験と熊野の関係から、熊野若一王子（熊野不思議童子）とする垂迹説がかなり有力だった。
西の山王（現在の西本宮系）
| 社名                   | 祭神（諸説など） | 本地       |
| ---------------------- | --- | ---------- |
| 大宮、大比叡           | 大比叡神・大比叡大明神（大比叡山の神）。大宮権現。三輪神（崇神天皇の王朝のあった大和の三輪山の三輪明神（大己貴神〔大国主神〕）を勧請と伝承）。鳴鏑明神（賀茂神）。天照大神（大宮権現・天照大神同体説） | 釈迦如来   |
| 聖真子（しょうしんじ） | 聖真子権現。宇佐八幡（宇佐八幡大菩薩）を勧請。天忍穂耳尊 | 阿弥陀如来 |
| 客人（まろうど）       | 客人大明神。白山権現（加賀国白山からの勧請神）。伊弉冊尊 | 十一面観音 |

東の山王（現在の東本宮系）
| 社名                   | 祭神（諸説など）                                                                                               | 本地                   |
| ---------------------- | --- | ---------------------- |
| 二宮、小比叡           | 小比叡神・小比叡大明神（小比叡山の神）。二宮権現。大山咋神（『古事記』の山末之大主神）。国常立神               | 薬師如来               |
| 八王子（やおうじ）     | 八王子権現。国狭槌尊ら8人の王子。天照大神の五男三女神（八王子）。天照大神奇魂                                  | 千手観音               |
| 十禅師（じゅうぜんじ） | 十禅師権現。荒人神（山王神と言葉を交わすことができた霊能ある僧が死後荒人神となったもの）。瓊瓊杵尊。天児屋根神 | 地蔵菩薩、弥勒菩薩など |
| 三宮（みぐう）         | 正哉吾勝勝速日天忍穂耳尊。天照大神の三女。白鬚明神を勧請                                                       | 普賢菩薩、大日如来など |

### 日吉の猿について
『燿天記』では、「神」という文字を発明したのは黄帝の大臣蒼頡であるとされ、「神」は「申二示ス」と書き、この「申」とは日吉社の猿であるとし、中国の『五行大義』の説と結びつけて「申 = 神」であると説き、「申」の意義は「天地二」「自在ナ」猿という動物の習性に体現されていると語られている。この「申 = 神」は、『五行大義』の五臓五神説（五臓：肝・心・脾・肺・腎。五神：魂・神・志・魄・精）の「心 = 神」説によって、諸神の王である山王にアナロジーされ、習合されており、猿（申）は山王（釈迦）の応迹の姿とされ、猿は神そのものとされ「神体」として崇められた。蒼頡は釈迦の前世であり、蒼頡は釈迦が将来日本の日吉に山王として現れるという日吉垂迹を予知し、猿の形を用いて吉凶を示したとされる。釈迦の日吉垂迹が実現すると、猿の群れが日吉社のほとりに集まり、さらに薬師如来が二宮に垂迹したが、その前世は猿であったとされた。
日吉の猿の伝承・教説の一つに『渓嵐拾葉集』の「飛来峰縁起」があり、「天竺霊鷲山の艮（東北）の隅が闕けて飛来して唐土の天台山になった。次に天台山の艮の角が闕け、飛来して日本の比叡山となったが、それらの飛来峰は、みな白猿が背中に乗せて運んできたという。」という、三国伝来の山王説である。この話では、山王の猿はもと霊鷲山の鎮守で山王の使者という役割であり、「白猿」として聖別されている。これは「手白の猿」と呼ばれ、鎌倉時代の天台僧俊範（しゅんぱん）は、辞世の句で、死後「手白の猿」となって十禅師の社頭で猿のために説法しようと誓ったという（『渓嵐拾葉集』）。ここでは「手白の猿」は十禅師と結びついており、他の文献にも同様の例が見られる。
山王所生の稚児物語（児物語）に連なる説経節『愛護若』は、苦難の旅の末に比叡山の霧降の滝に入水して死んだ少年愛護若が、死後山王権現に転生し祀られるという物語であるが、彼が可愛がっていた猿は「手白の猿」と呼ばれ、愛護若の死を悲しみ姿をくらます。主人を慕うけなげな猿には、山王の使令である猿がモデルとして盛り込まれている。
網野暁は、中七社の大行事はかつての当地の地主神であり、日吉の猿と習合した神であり、猿との深い結びつきにより上七社に劣らず重要な存在であったとしている。中七社の大行事は猿と深い関係があり、『日吉山王権現地新記』、チェスター・ピーティー本「十二類歌合巻」（15世紀前半以前）からは、山王の従者が猿であり、猿と大行事が同一視されていたこと、大行事が衣冠を着た猿の姿で認識されていたことが分かる。網野暁は、大行事は山王の神使であるが、日吉の猿と習合した神であり、神使の範疇に留まらないとしている。
日吉社の神使が猿であることはよく知られているが、大森重宜は、鹿と春日、狐と稲荷、烏と熊野、猿と日吉といった対応は有名であるが、このような特定の動物が特定の神の使者としての役割を持ったのは、鎌倉時代の『平家物語』、『源平盛衰記』以降であると指摘している。
『厳神鈔』では、猿田彦は大行事権現に比定され、十禅師権現（瓊瓊杵尊と同体視された）を守護して天孫降臨を先導する神とされている。
小瀬甫庵の『太閤記』などでは、豊臣秀吉は申年の1月1日に生まれたため、日吉社の加護を得たとして幼名を「日吉丸」としたとしているが、これは創作と考えられている。

## 明治以降

### 祭神の交代と新しい神格体系
| 近世                     | 近世   | 今日                                               | 今日   |
| 祭神                     | 社号   | 祭神                                               | 社号   |
| ------------------------ | ------ | -------------------------------------------------- | ------ |
| 東本宮系                 |        |                                                    |        |
| 国常立尊                 | 二宮   | 大山咋神（和魂）                                   | 東本宮 |
| 瓊瓊杵尊                 | 十禅師 | 鴨玉依姫（和魂）、大山咋神の妻とされる             | 樹下宮 |
| 国狭槌尊                 | 八王子 | 大山咋神（荒魂）                                   | 牛尾   |
| 惶根                     | 三宮   | 鴨玉依姫神（荒魂）                                 | 三宮   |
| 西本宮系                 |        |                                                    |        |
| 大己貴神                 | 大宮   | 大己貴神                                           | 西本宮 |
| 正哉吾勝勝速日天忍穂耳尊 | 聖真子 | 田心姫神（宗像三女神の一柱）、大己貴神の妻とされる | 宇佐宮 |
| 伊弉冊尊                 | 客人   | 菊理媛神（白山姫）                                 | 白山宮 |

歴史学者のジョン・ブリーンは、現在の山王七社の祭神は樹下茂国が考案したものと指摘しており、明治2年始めに大津県に提出した「祭神および勧請年記云々」という文書が初出である。
樹下茂国は、二宮の祭神を大山咋の和魂、牛尾宮の祭神を大山咋の荒魂としており、大己貴神が八王子山に祀られる以前から「小比叡山大明神」が八王子山に影向して祭られていたという生源寺行丸の論だけでなく、本居宣長の荒魂・和魂論と大山咋と玉依姫が夫婦であるという主張の影響があると考えられる。八王子、三宮、二宮、十禅師の四社の相互関係については、本居宣長は全く言及していない。また樹下茂国は『古事記』と本居宣長の『古事記伝』を根拠に大山咋を祭神としたが、宗像神社の祭神である田心姫神、白山神社の祭神である白山姫（菊理姫神）はどちらも『古事記』『古事記伝』に登場しない。現在の東本宮境内の各社は「大山咋神の家族および生活を導く神々」と説明されている。ジョン・ブリーンは八王子、三宮、二宮、十禅師の四社の相互関係を樹下茂国のイマジネーションの産物とみており、「いずれにしても現在日吉大社で祭っているのが（樹下茂国が考案した）この神々で、そしてこの神々が明治維新とともに『創出された』と断言できそうである。」と述べている。
ブーリンは、「祭神および勧請年記云々」は樹下茂国の捏造に見えるが、彼が日吉社の元来の姿と元来の祭神に戻そうと、その正体を探った結果とも理解できると述べている。またブーリンは、樹下宮は神座の真下に霊泉があり、そのため樹下茂国は鴨川で矢を拾った玉依姫に適当な神座と思ったのかもしれない、と推測している。ブーリンは、大山咋の『古事記』登場以外、樹下茂国の主張の根拠は薄弱もしくは皆無であるとみなしている。11世紀の囗伝を祝部行丸が16世紀に文書化したという『日吉社禰宜口伝抄』という史料が根拠と信じられていたが、福井康順等の当時の史料とは思われないという声もあり、北九州市立大学の佐藤眞人の綿密な研究（1989年）により、樹下茂国と思われる人物が幕末維新期に作った偽書であることがわかっている。樹下茂国が祭神とした大山咋を始めとする神々の記述はすべて『日吉社禰宜口伝抄』を根拠としており、ブーリンは「この 『日吉社禰宜口伝抄』 という偽造は、大成功を納めたと見なければならないだろう。」と評している 、佐藤眞人の研究以前は、『日吉社禰宜口伝抄』は中世以前のものとおおむね信じられており、明治期以降、日吉社の祭神が大山咋や妻の玉依姫だと主張する際の根拠とされてきた。江戸時代と全く違う近代の山王祭は、『日吉社禰宜口伝抄』に基づいている。明治以降の近代山王祭は、大山咋と玉依姫の夫婦神が交わり賀茂別雷神を生むという行事になっている。

### 現在の祭神
2つの本宮と以下の5つの摂社から成り、日吉七社・山王七社と呼ばれる。七社は現在、西本宮系と東本宮系に分かれている。
本宮
- 西本宮：大己貴神（大物主に同じ）
- 東本宮：大山咋神

五摂社
- 牛尾宮：大山咋神荒魂 - 大山咋神荒魂。東本宮の摂社[116]
- 樹下宮：鴨玉依姫神。東本宮の摂社[116]
- 三宮宮：鴨玉依姫命荒魂 - 鴨玉依姫命荒魂。東本宮の摂社[116]
- 宇佐宮：田心姫神。西本宮の摂社[116]
- 白山宮：菊理媛神。西本宮の摂社[116]

|                     | 社格 | 社名       | 祭神                           | 所在地             |
| ------------------- | ---- | ---------- | ------------------------------ | ------------------ |
| 上七社 （山王七社） | 本宮 | 西本宮     | 大己貴神                       |                    |
| 上七社 （山王七社） | 本宮 | 東本宮     | 大山咋神                       |                    |
| 上七社 （山王七社） | 摂社 | 宇佐宮     | 田心姫神（大己貴神の妻）       |                    |
| 上七社 （山王七社） | 摂社 | 牛尾神社   | 大山咋神荒魂                   | 八王子山頂         |
| 上七社 （山王七社） | 摂社 | 白山姫神社 | 白山姫神（菊理媛神）           |                    |
| 上七社 （山王七社） | 摂社 | 樹下神社   | 鴨玉依姫命（大山咋神の妻）     | 東本宮境内         |
| 上七社 （山王七社） | 摂社 | 三宮神社   | 鴨玉依姫神荒魂                 | 八王子山頂         |
| 中七社              | 摂社 | 大物忌神社 | 大年神（大山咋神の父）         | 東本宮境内         |
| 中七社              | 末社 | 牛御子社   | 山末之大主神荒魂               | 牛尾神社拝殿内     |
| 中七社              | 摂社 | 新物忌神社 | 天知迦流水姫神（大山咋神の母） | 東本宮境内         |
| 中七社              | 末社 | 八柱社     | 五男三女神                     | 東本宮参道         |
| 中七社              | 摂社 | 早尾神社   | 素盞嗚神                       | 境内入口南側       |
| 中七社              | 摂社 | 産屋神社   | 鴨別雷神                       | 境外・止観院の附近 |
| 中七社              | 末社 | 宇佐若宮   | 下照姫神                       | 宇佐宮境内         |
| 下七社              | 末社 | 樹下若宮   | 玉依彦神（鴨玉依姫神の子）     | 東本宮境内         |
| 下七社              | 末社 | 竈殿社     | 奥津彦神・奥津姫神             | 西本宮境内         |
| 下七社              | 末社 | 竈殿社     | 奥津彦神・奥津姫神             | 東本宮境内         |
| 下七社              | 摂社 | 氏神神社   | 鴨建角身命・琴御館宇志麿       | 東本宮参道         |
| 下七社              | 末社 | 巌滝社     | 市杵島姫命・湍津島姫命         | 東本宮参道         |
| 下七社              | 末社 | 剱宮社     | 瓊々杵命                       | 白山姫神社境内     |
| 下七社              | 末社 | 気比社     | 仲哀天皇                       | 宇佐宮境内         |

### 境内
- 西本宮本殿（国宝） - 祭神：大己貴神。天正14年（1586年）再建。慶長2年（1597年）改修。上七社（山王七社）。かつて床下にある下殿で仏事が行われた。檜皮（ひわだ）葺きで、屋根は日吉造という日吉大社特有の形式。正面から見ると入母屋造に見えるが、背面中央の庇（ひさし）部分の軒を切り上げ、この部分が垂直に断ち切られたような形態（縋破風）になっているのが特色。
  - 西本宮拝殿（重要文化財） - 天正14年（1586年）再建。
- 西本宮楼門（重要文化財） - 天正14年（1586年）再建。楼門の軒下四隅には神猿が彫られている。
- 大宮竈殿社 - 祭神：奥津彦神、奥津姫神。下七社。
- 包丁塚
- 宇佐宮本殿（重要文化財） - 祭神：田心姫神。仁和年間（885年 - 889年）創建。慶長3年（1598年）再建。上七社（山王七社）。西本宮本殿、東本宮本殿と同様、屋根は日吉造である。
  - 宇佐宮拝殿（重要文化財） - 慶長3年（1598年）再建。
- 宇佐若宮 - 祭神：下照姫神。中七社。
- 宇佐竈殿社 - 祭神：奥津彦神、奥津姫神
- 気比社 - 祭神：仲哀天皇。下七社。
- 宝蔵 - 校倉造。
- 白山姫神社本殿（重要文化財） - 祭神：白山姫神。慶長3年（1598年）再建。上七社（山王七社）。
  - 白山姫神社拝殿（重要文化財） - 慶長6年（1601年）再建。
- 剱宮社 - 祭神：瓊々杵命。下七社。
- 小白山社 - 祭神：大己貴命
- 八坂社 - 祭神：素盞嗚神
- 北野社 - 祭神：菅原道真
- 忍耐（しんぼう）地蔵
- 恵毘須社 - 祭神：事代主神
- 救済（おたすけ）地蔵
- 神輿収蔵庫 - 上七社それぞれの神輿が7基（全て重要文化財）が展示されている。現在の山王祭で使用される神輿はこれらではない。
- 三宮宮遥拝所 - 八王子山の麓にある。
- 牛尾宮遥拝所 - 八王子山の麓にある。
- 三宮神社本殿（重要文化財） - 祭神：鴨玉依姫神荒魂。慶長4年（1599年）再建。上七社（山王七社）。八王子山の山頂付近にある。
  - 三宮神社拝殿（重要文化財） - 慶長4年（1599年）再建。本殿と接続している。懸造。
- 牛尾神社本殿（重要文化財） - 祭神：大山咋神荒魂。天喜元年（1053年）創建。文禄4年（1595年）再建。上七社（山王七社）。八王子山の山頂付近にある。
  - 牛尾神社拝殿（重要文化財） - 文禄4年（1595年）再建。本殿と接続している。懸造。
- 牛御子社 - 祭神：山末之大主神荒魂。中七社。牛尾神社の拝殿内に祀られている。
- 金大巌（こがねのおおいわ） - 黄金の大巌とも。大山咋神が降り立ったという磐座。日吉大社の原点である。
- 奥総社 - 祭神：天神地祇。伝教大師最澄像を祀る。かつての神宮寺の跡地である。最澄の父・三津首百枝が子の誕生を祈った場所でもある。八王子山のさらに奥にある。
- 東本宮本殿（国宝） - 祭神：大山咋神。天智天皇7年（668年）創建。文禄4年（1595年）再建。上七社（山王七社）。日吉造。牛尾神社の里宮でもある。1868年（明治元年）から1928年（昭和3年）までは祭神が大己貴神（大物主神）であったため、「大神（おおみわ）神社本殿」と呼ばれていた。かつては現在地の北西にあった。建築形式は西本宮本殿に似る。 
  - 東本宮拝殿（重要文化財） - 文禄5年（1596年）再建。
- 大物忌神社（大津市指定有形文化財） - 祭神：大年神。中七社。東本宮本殿の背後にある。
- 稲荷社 - 祭神：宇賀之御魂神
- 二宮竈殿社 - 祭神：奥津彦神、奥津姫神。下七社。
- 神饌所
- 新物忌神社 - 祭神：天知迦流水姫神。中七社。
- 亀井霊水 - かつての閼伽井。
- 樹下神社本殿（重要文化財） - 祭神：鴨玉依姫命。天仁2年（1109年）創建。文禄4年（1595年）再建。上七社（山王七社）。三宮神社の里宮でもある。本殿の真下に霊泉の井戸がある。樹下神社本殿・拝殿の並びは東本宮本殿・拝殿・楼門の並びに対して直交している。元々の祭神は十禅師で、樹下神社はかつては十禅師社と呼ばれていた。
  - 樹下神社拝殿（重要文化財） - 文禄4年（1595年）再建。
- 内御子社 - 祭神：猿田彦神
- 樹下若宮 - 祭神：玉依彦神。下七社。
- 神輿庫
- 東本宮楼門（重要文化財） - 天正・文禄年間（1573年 - 1596年）再建。
- 須賀社 - 祭神：素盞嗚神奇魂
- 巌滝社 - 祭神：市杵島姫命、湍津島姫命。下七社。
- 猿岩 - 猿の霊石ともいう。猿の形をした岩である。
- 氏神神社 - 祭神：鴨建角身命、琴御館宇志麿（日吉社社家始祖）。下七社。
- 氏永社 - 祭神：祝部希遠（日吉社社家の生源寺家祖）
- 八柱社 - 祭神：五男三女神。中七社。
- 正覚院稲荷大明神 - 祭神：荼枳尼天
- 日吉大社境内古墳群 - 古墳時代後期の円墳が約70基ある。
- 石造仏塔 - 西本宮楼門の西にある。
- 橋殿橋 - 橋は途中で途切れている。
- 祇園石 - 牛頭天王が宿る磐座。
- 大威徳石 - 大威徳明王が宿る霊石。
- 参集殿
- 社務所
- 行者社（行者堂）
- 神猿舎
- 神馬舎
- 惣社 - 山王ニ十一社を祀る。
- 合祀社 - 子安社、子立社
- 日吉会館
- 猿塚 - 日吉大社境内古墳群のうちの一つ。
- 日吉三橋 - 天正年間（1573年 - 1593年）に豊臣秀吉が寄進したと伝えらている。木橋が現在の石橋に架け替えられたのは寛文9年（1669年）。大正6年（1917年）8月、日吉三橋として指定文化財となる。
  - 大宮橋（重要文化財） - 西本宮（大宮）へ向かう参道にかかる花崗岩製の石橋反橋。
  - 走井橋（重要文化財） - 大宮橋のすぐ下流にかかるお祓いをするための石橋反橋。
  - 二宮橋（重要文化財） - 東本宮（二宮）へ向かう参道にかかる花崗岩製の石橋反橋。
- 走井祓殿社 - 祭神：瀬織津比咩、速開都比咩、気吹戸主、速佐須良比咩
- 走井杉
- 早尾神社 - 祭神：素盞嗚神。中七社。境内入口の南側に祀られている。参道を挟んだ向かいには求法寺があり、当社入口の正面階段前には六角地蔵堂がある。
- 境外
  - 大政所（宵宮場） - 御旅所。日吉大社の東にある。山王祭の行事「宵宮落とし」の舞台となる。
  - 産屋神社 - 祭神：鴨別雷神。中七社。延暦寺の里坊・止観院と大政所の間にある。
  - 流護因社 - 祭神：護因法師。産屋神社の左にある。
  - 鼠社 - 祭神：大国主命。園城寺には延暦寺を攻撃したネズミ（僧の頼豪が化けた鉄鼠）を祀る十八明神社（ねずみの宮）があり、この社はそのネズミを封じ込めたものであるという。止観院の南にある。
  - 日吉東照宮 - 祭神：徳川家康、日吉大神、摩多羅神。比叡山坂本ケーブルのケーブル坂本駅の南にある。
    - 本殿（重要文化財） - 寛永11年（1634年）に本殿と拝殿を石の間で連結する権現造の様式で改築されたもので、これは日光東照宮に先立ち、その原型になったとされている。
    - 石の間（重要文化財）
    - 拝殿（重要文化財）
    - 透塀（重要文化財）
    - 唐門（重要文化財）

  - 唐崎神社 - 祭神：女別当命。大津市唐崎にある。

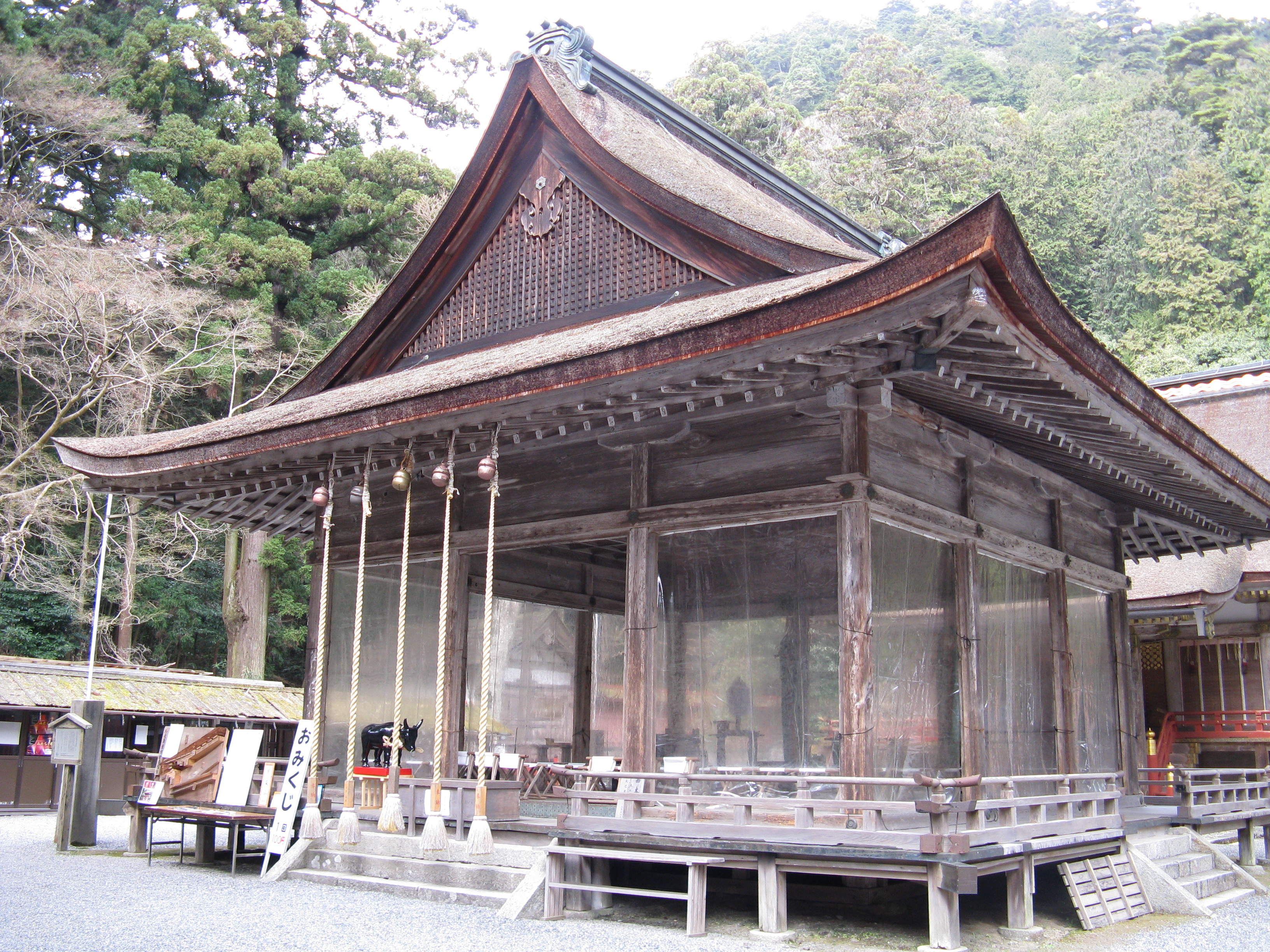
西本宮拝殿（重要文化財）
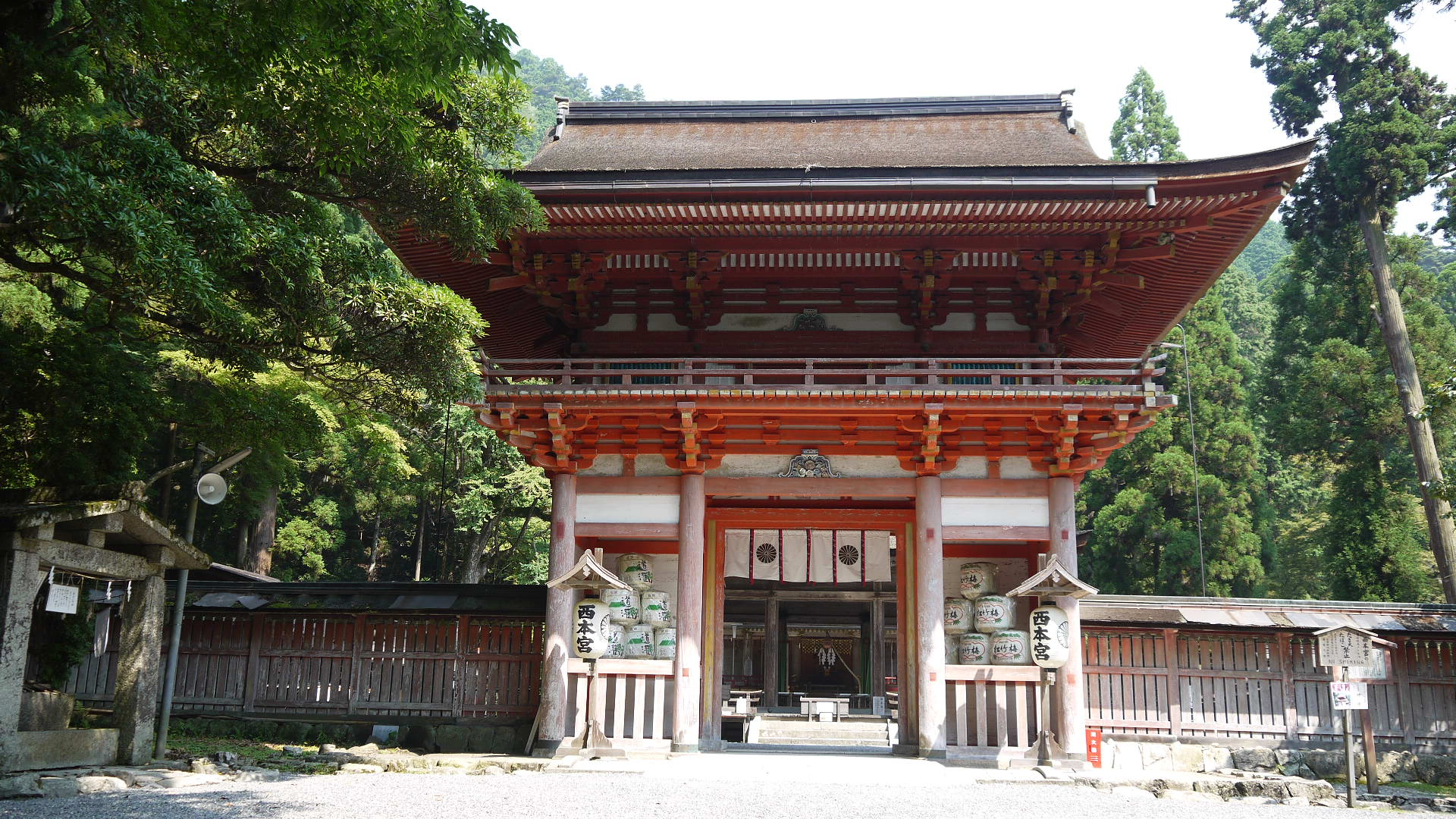
西本宮楼門（重要文化財）
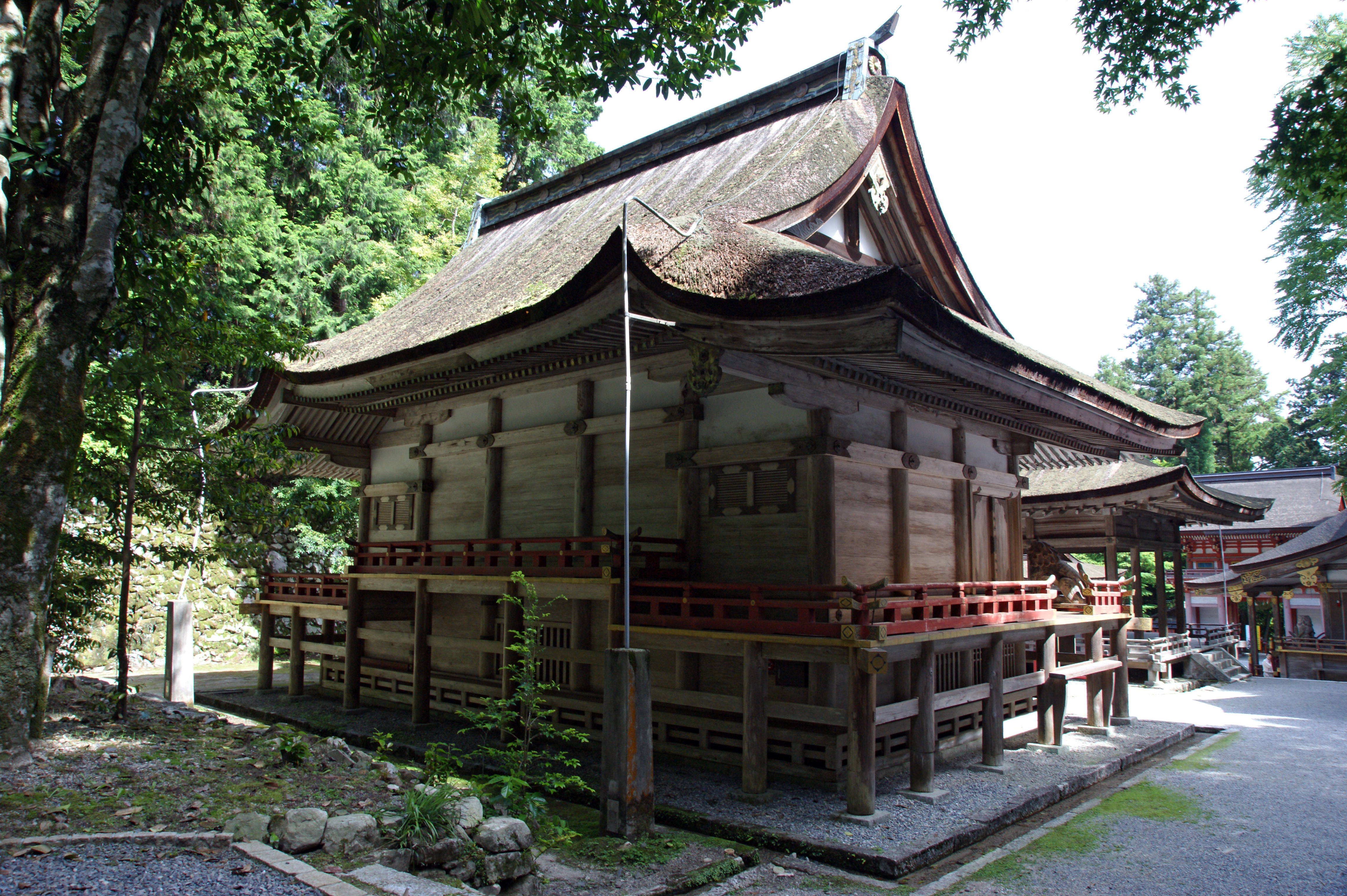
東本宮 本殿（国宝）の後部。削がれた屋根が日吉造の特徴を示している。
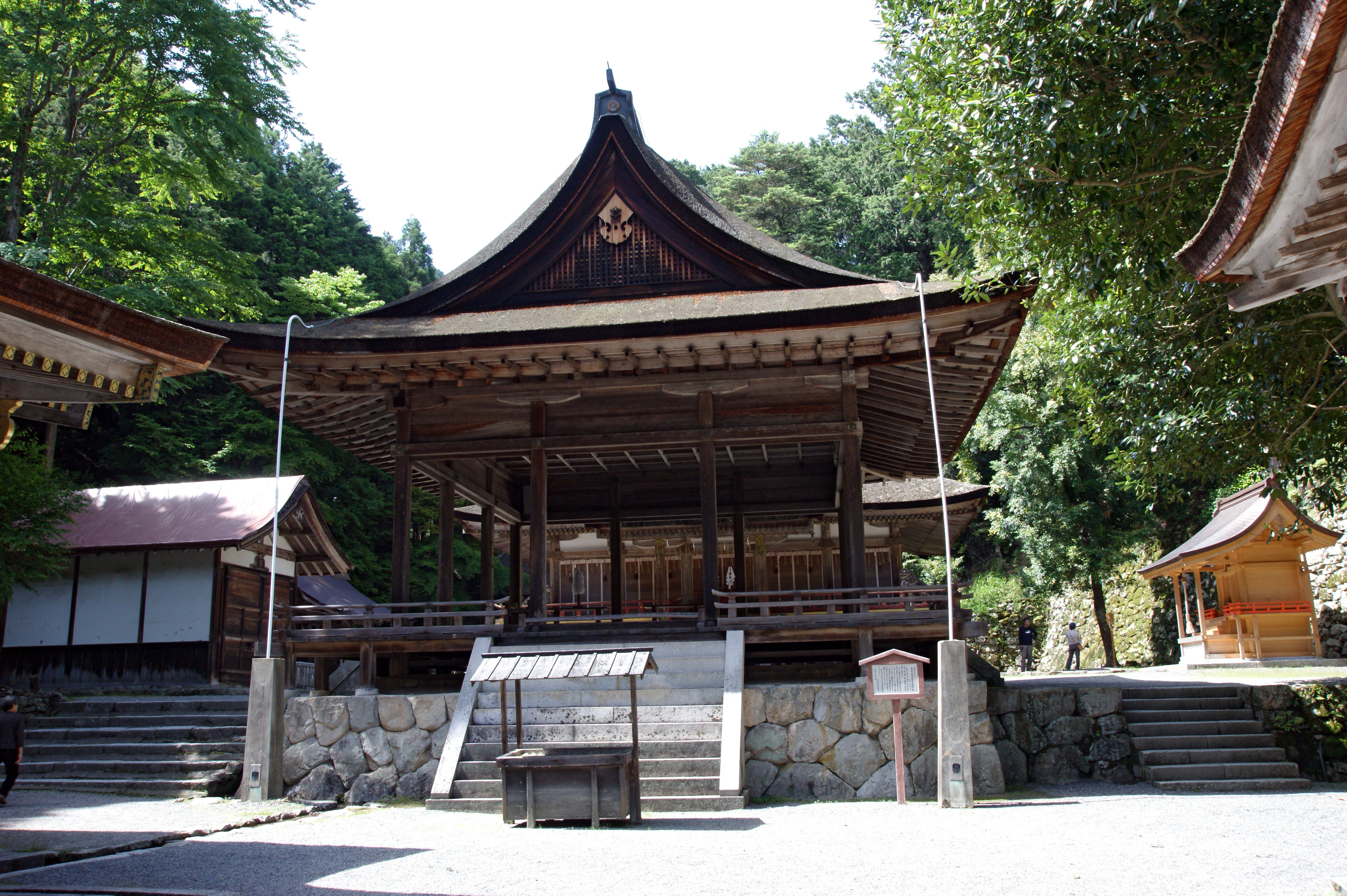
東本宮拝殿（重要文化財）
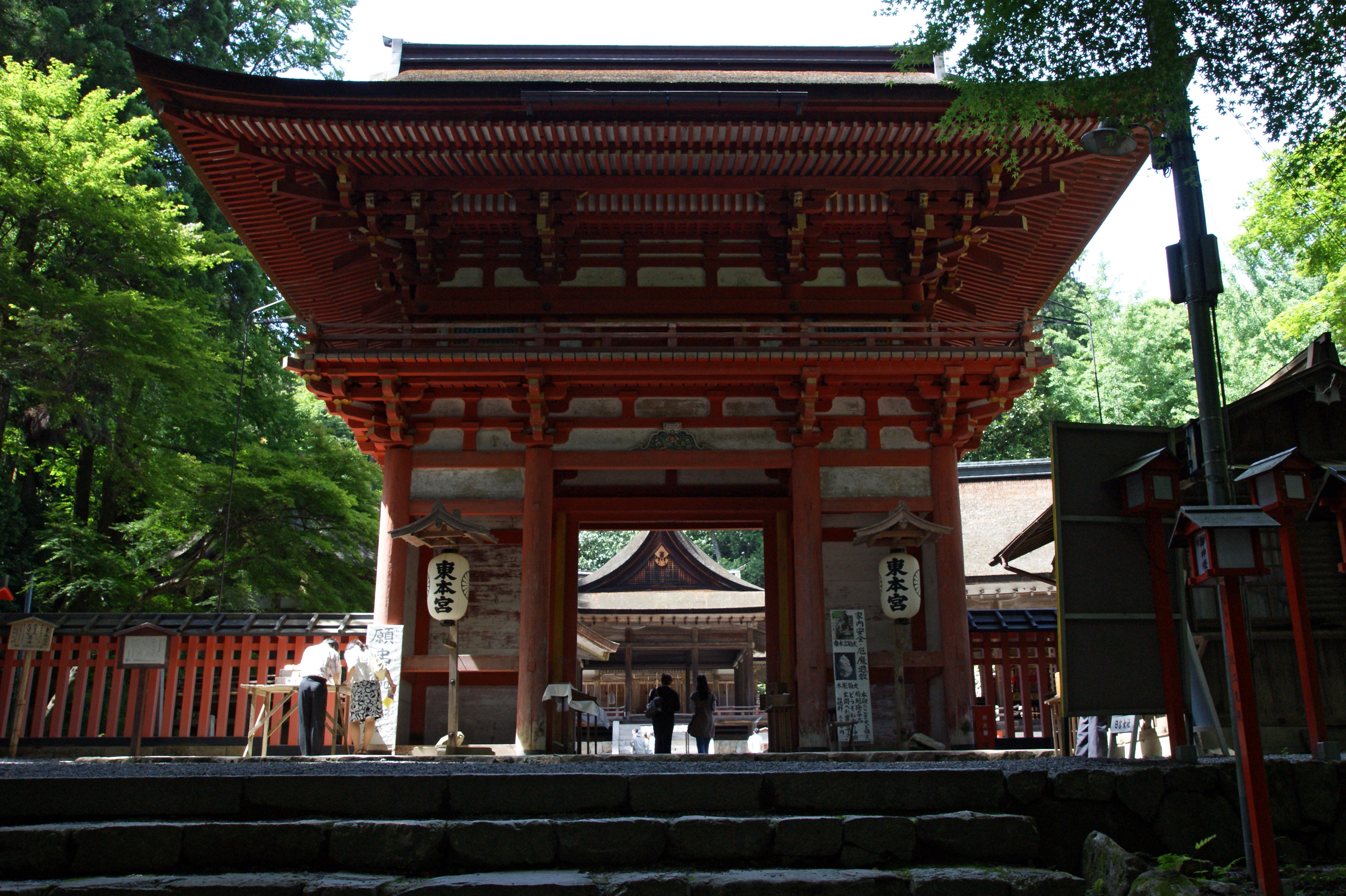
東本宮 楼門（重要文化財）
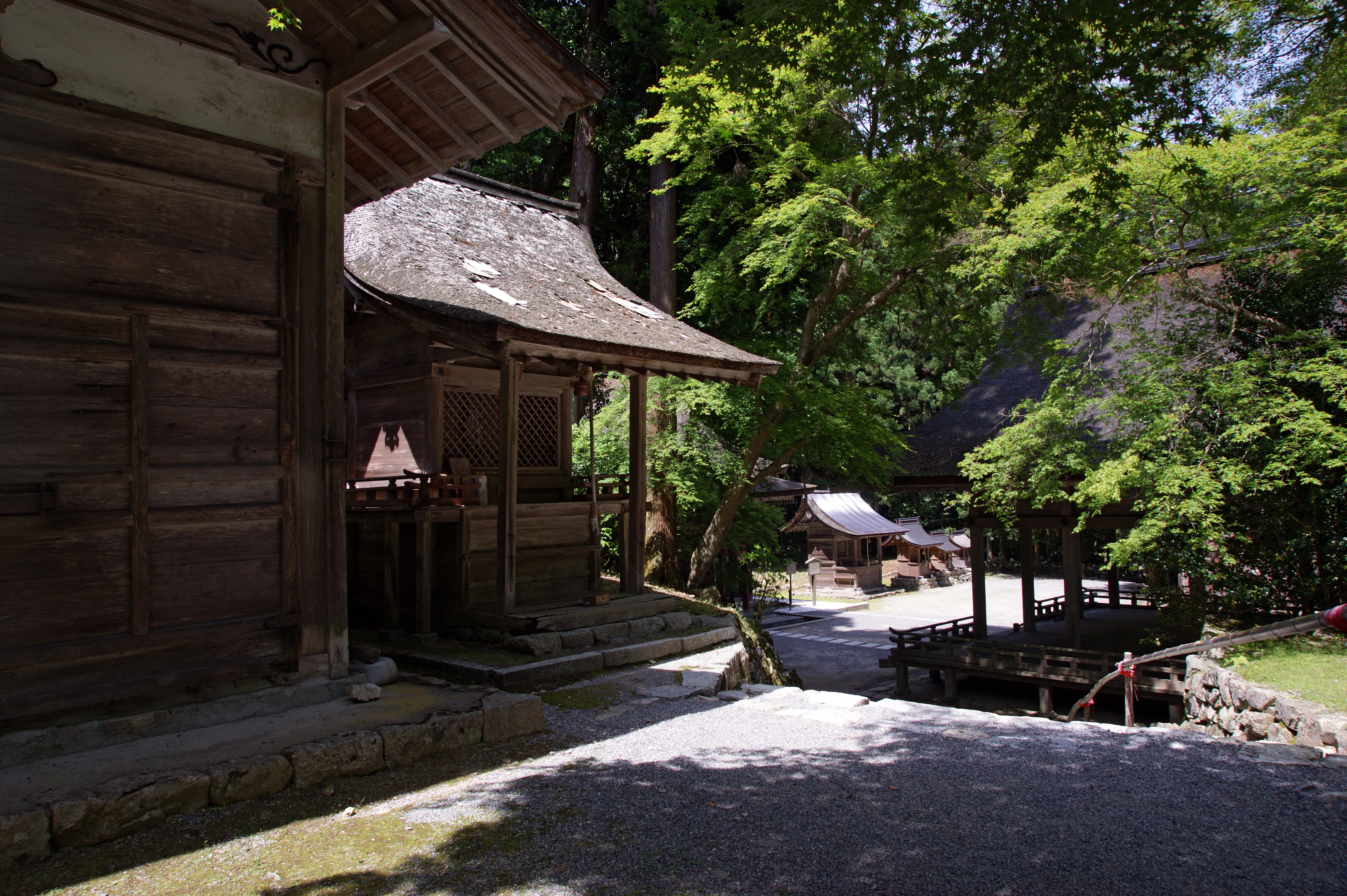
左から宇佐若宮、剣宮社、小白山社、八坂社、北野社、白山姫神社拝殿
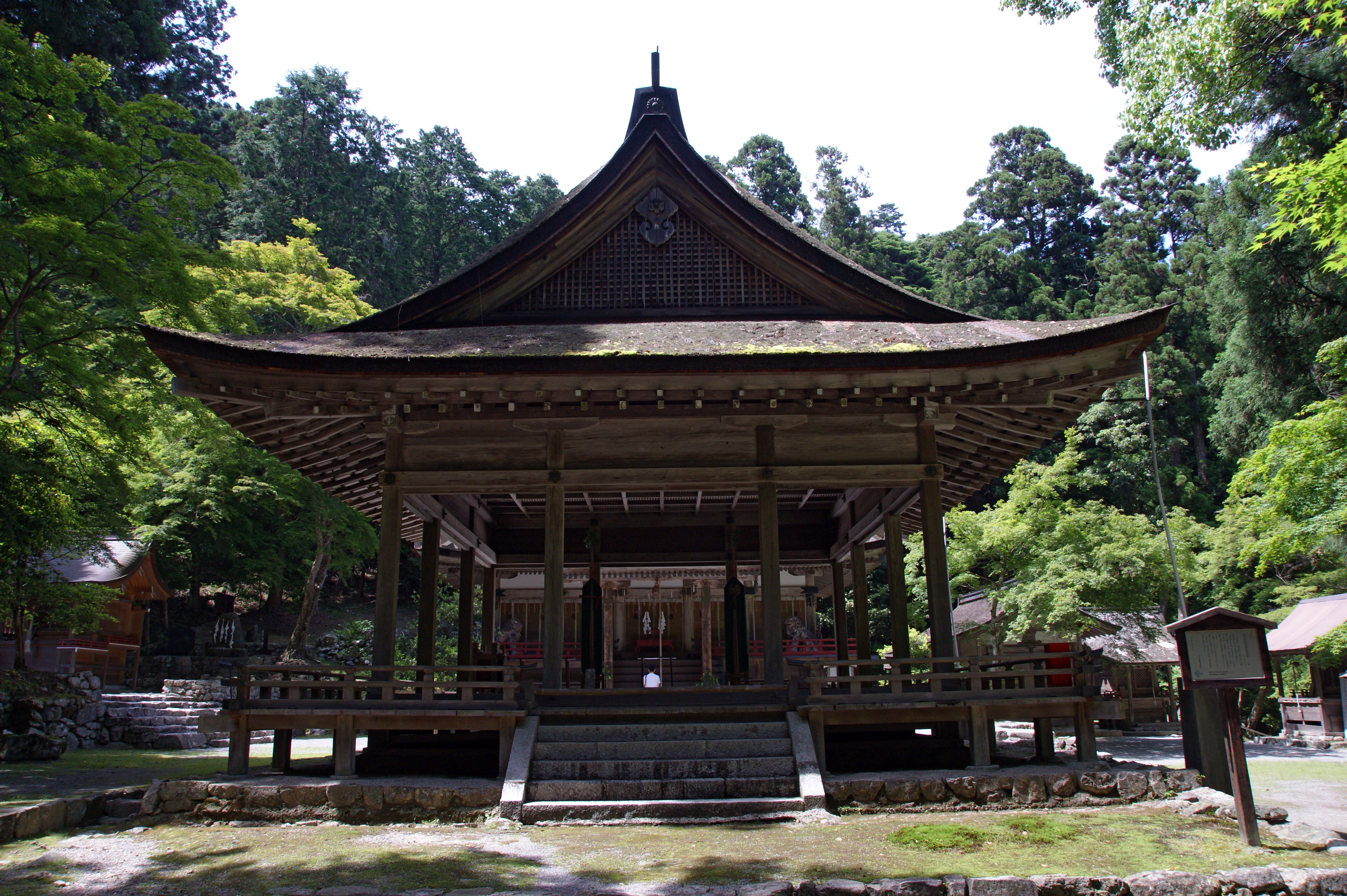
宇佐宮拝殿（重要文化財）
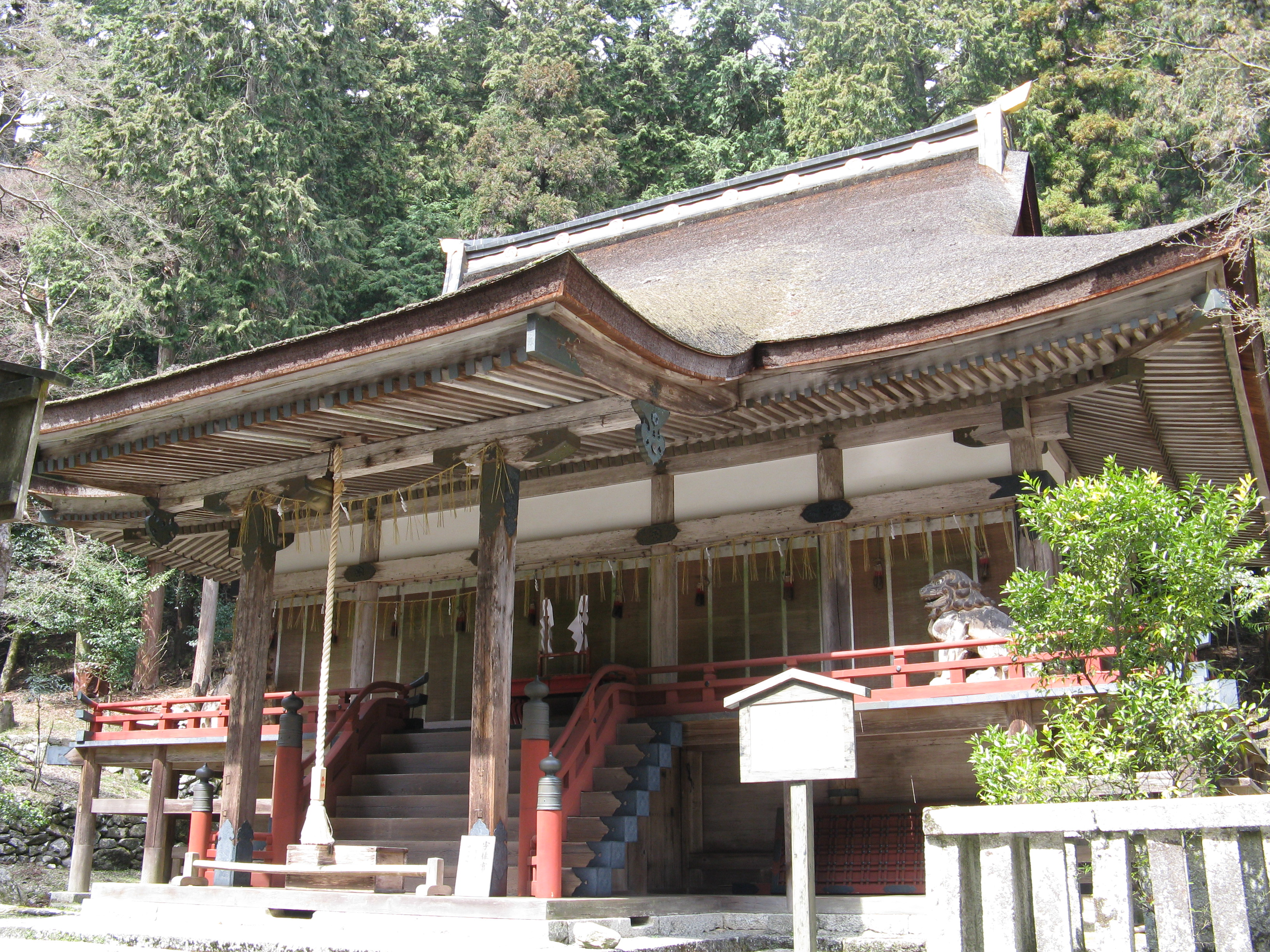
宇佐宮本殿（重要文化財）
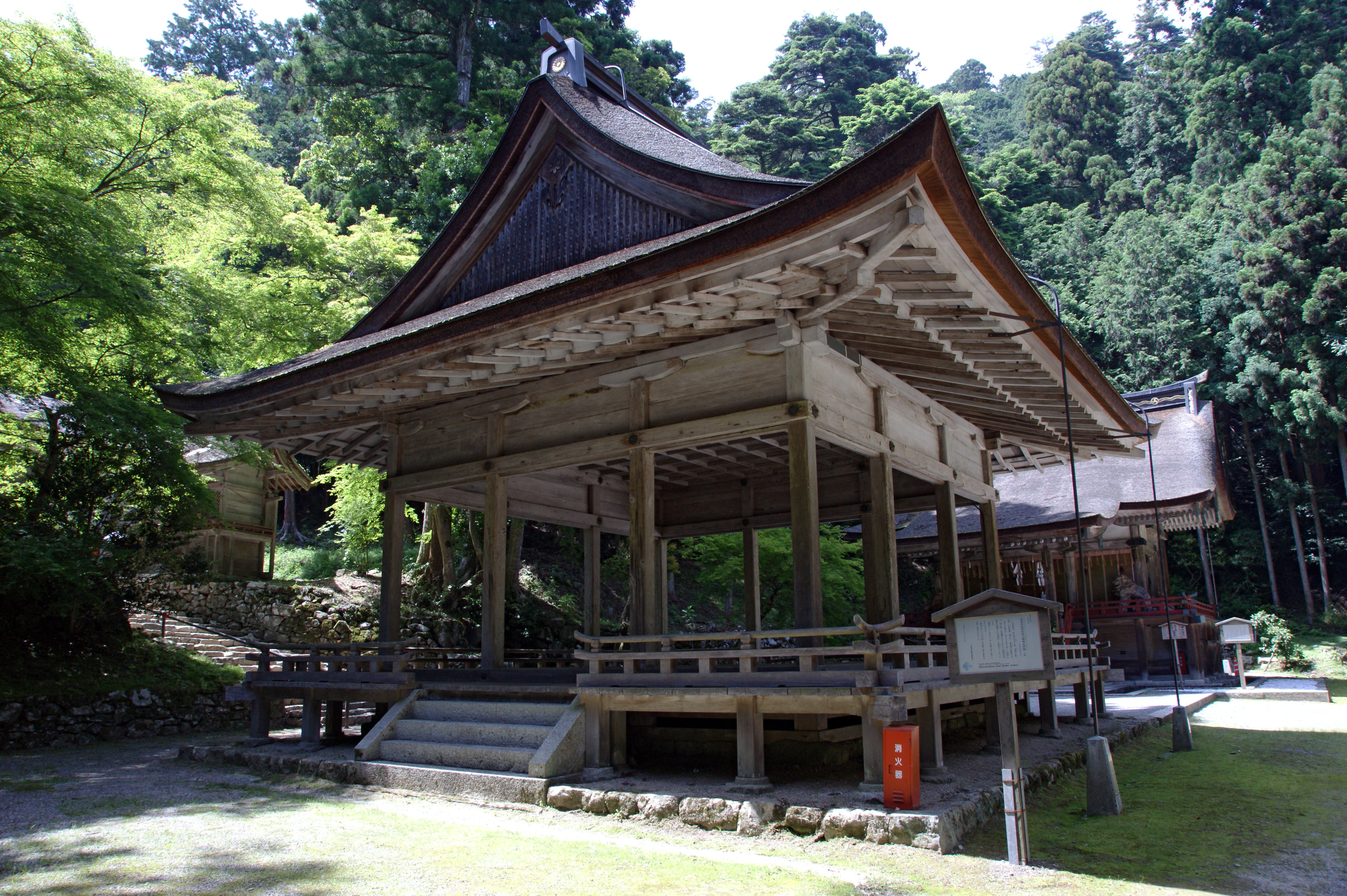
白山姫神社拝殿、本殿（重要文化財）
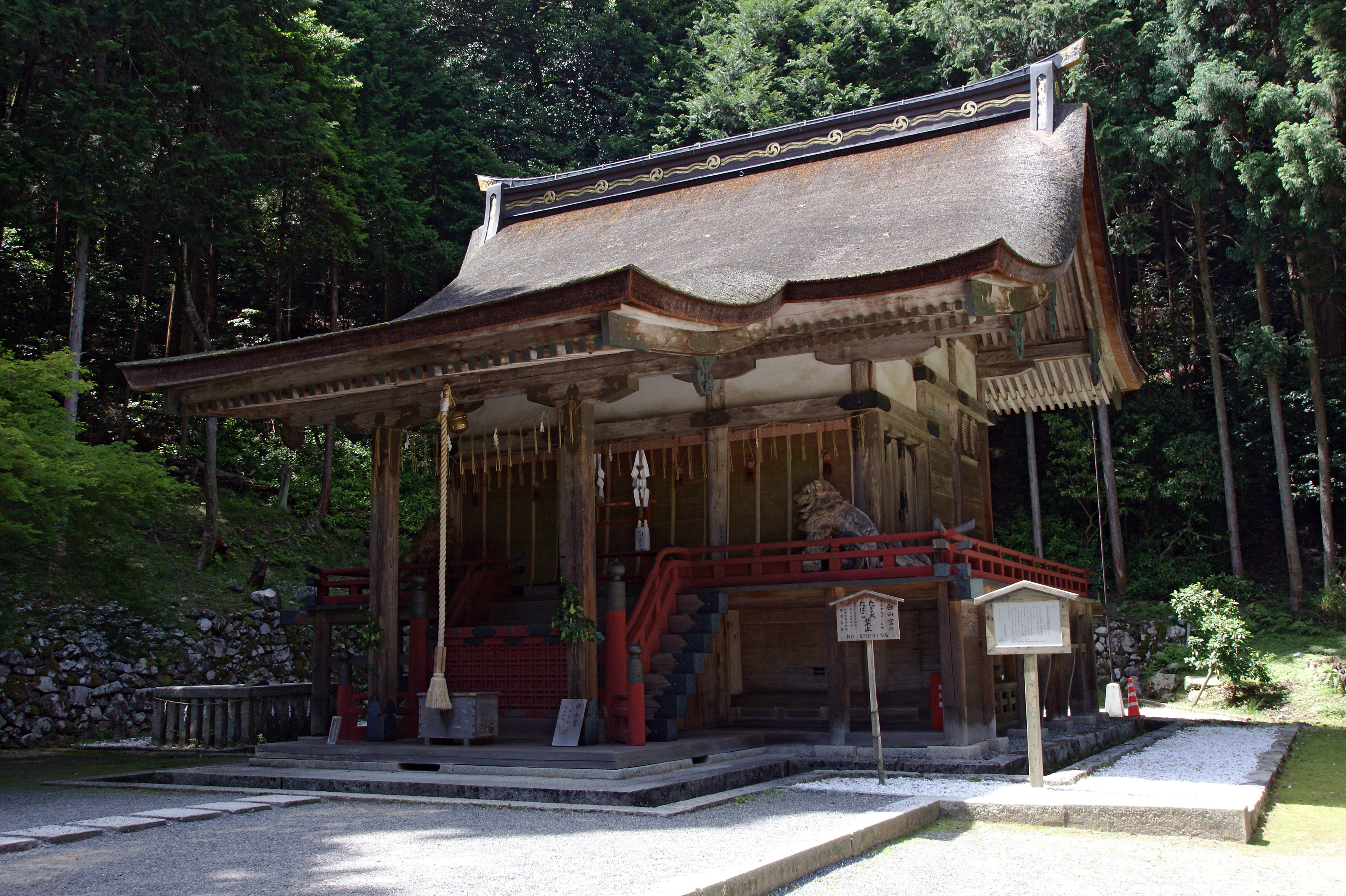
白山姫神社本殿（重要文化財）
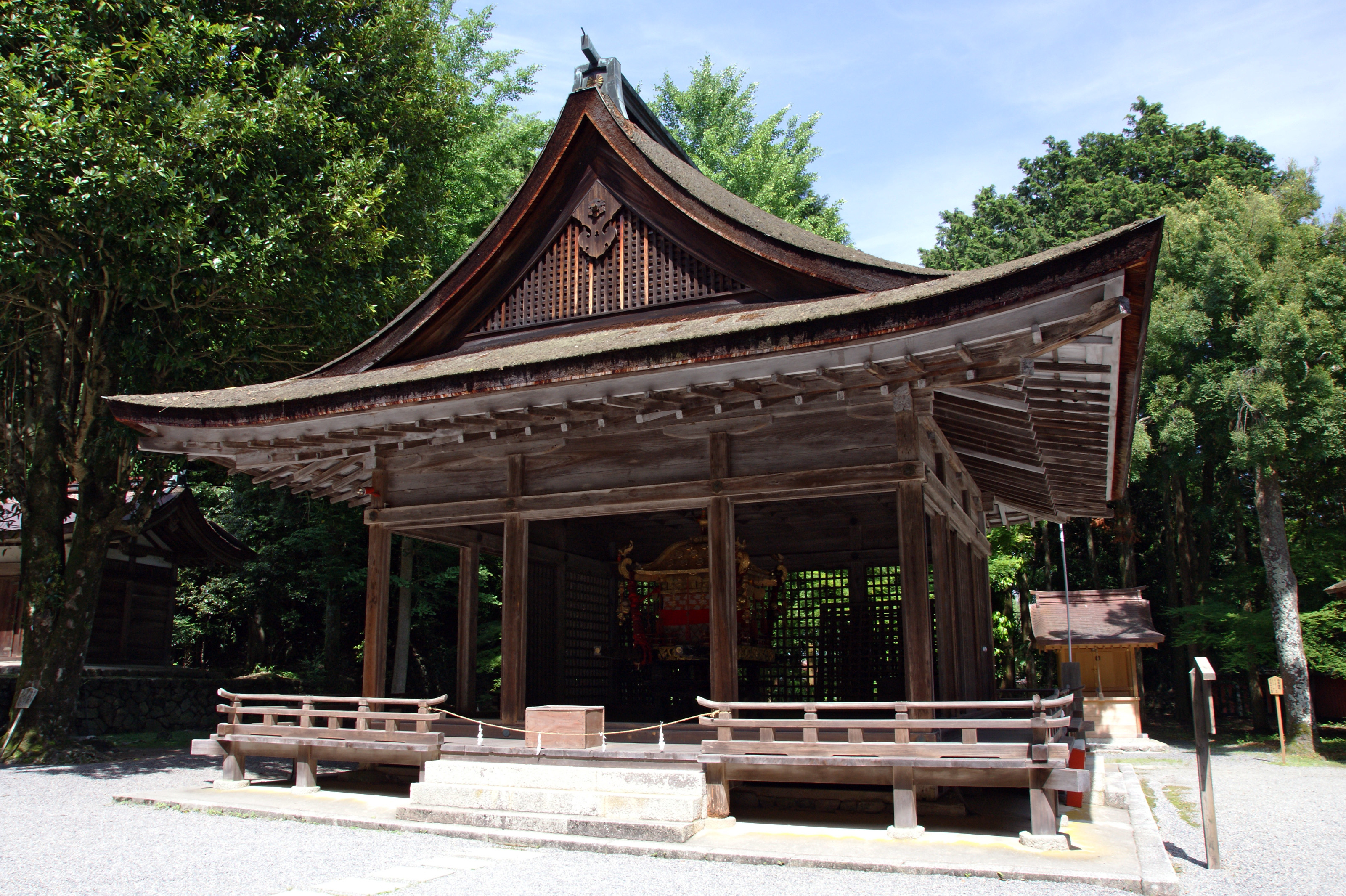
樹下神社拝殿（重要文化財）
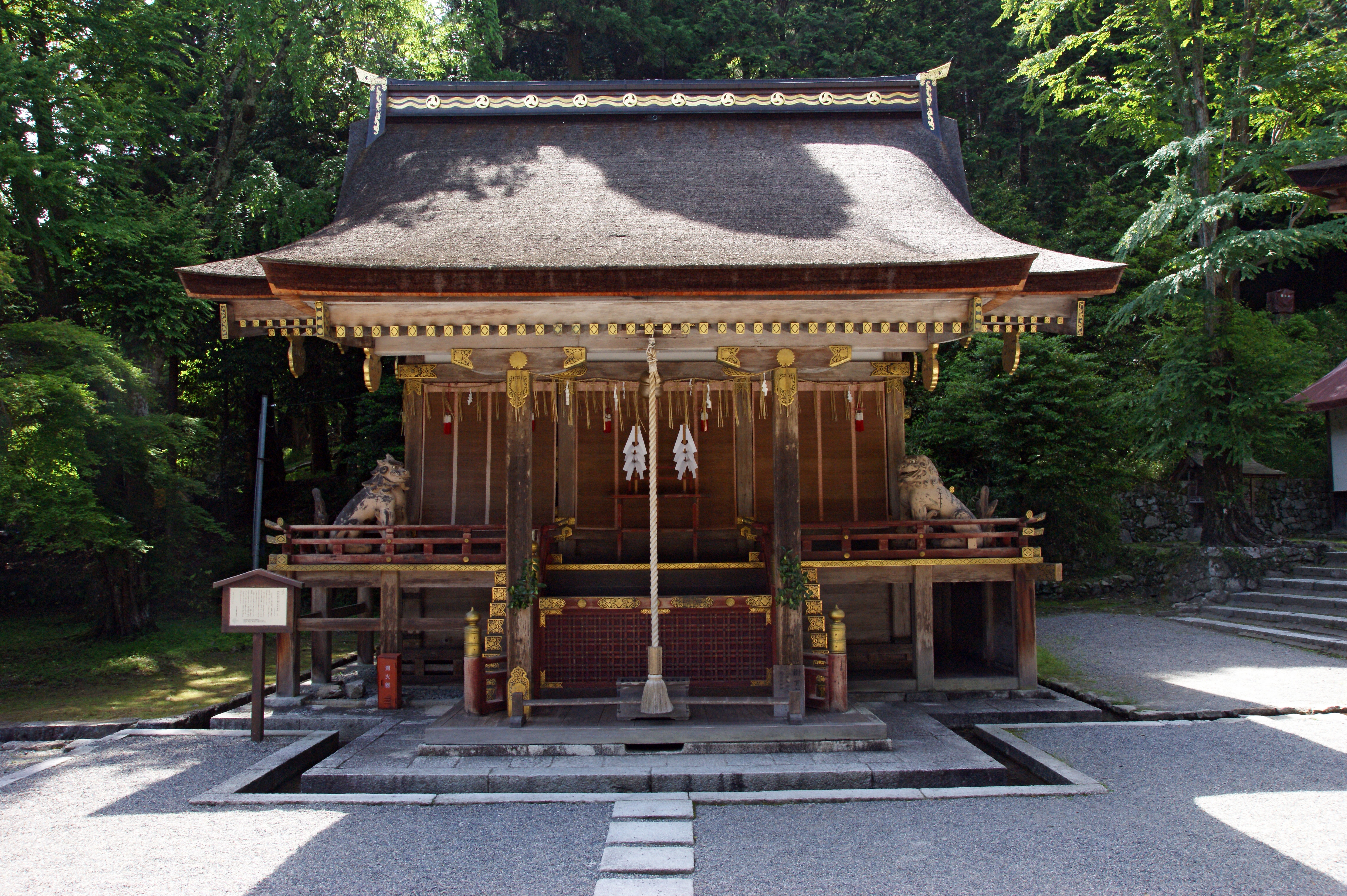
樹下神社本殿（重要文化財）
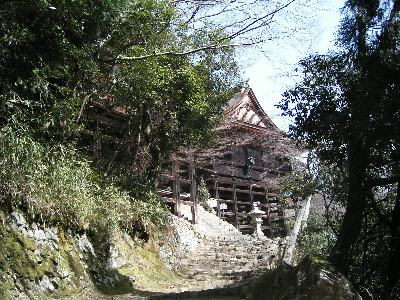
三宮神社(左)・牛尾神社
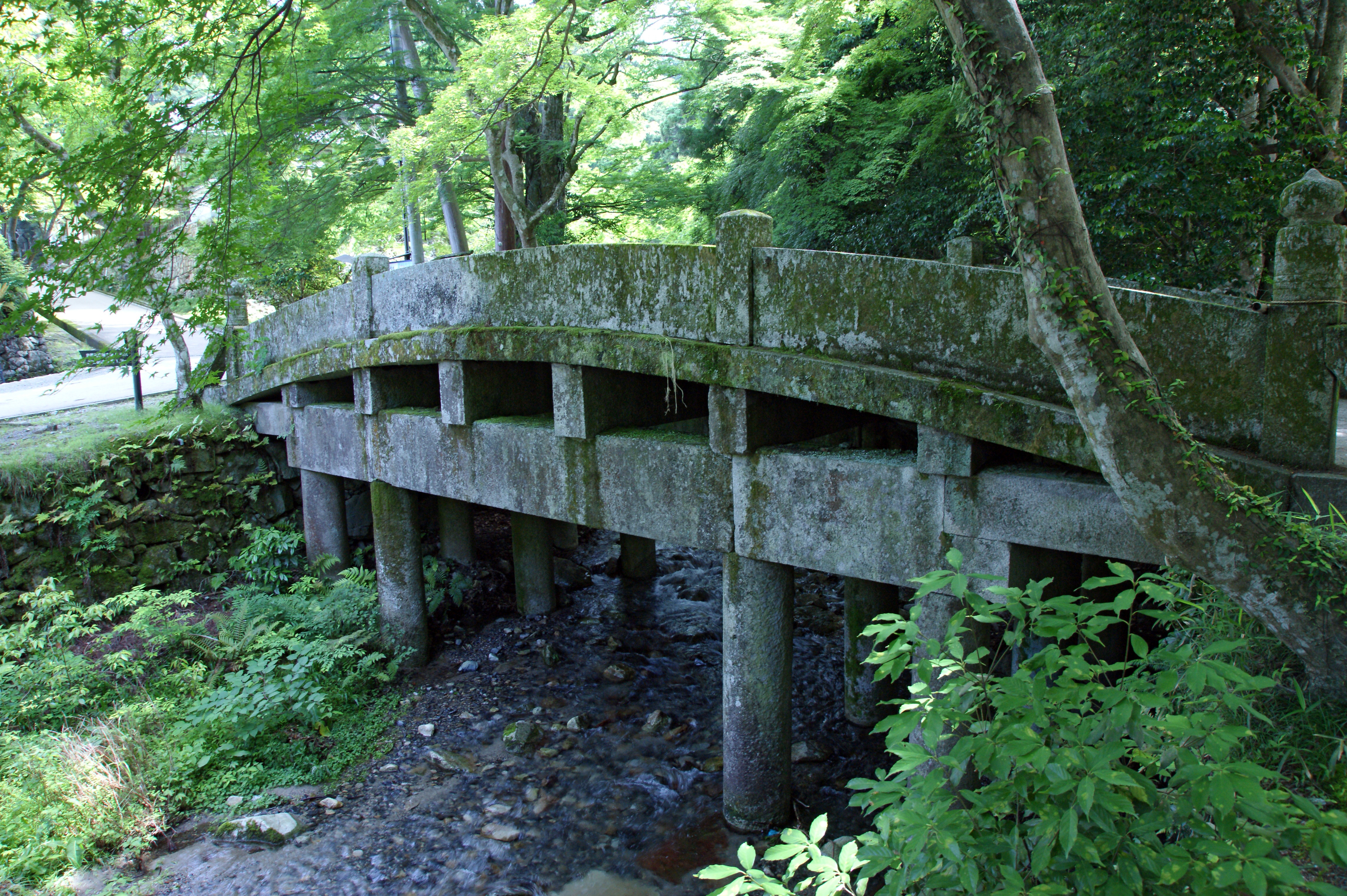
二宮橋（重要文化財）
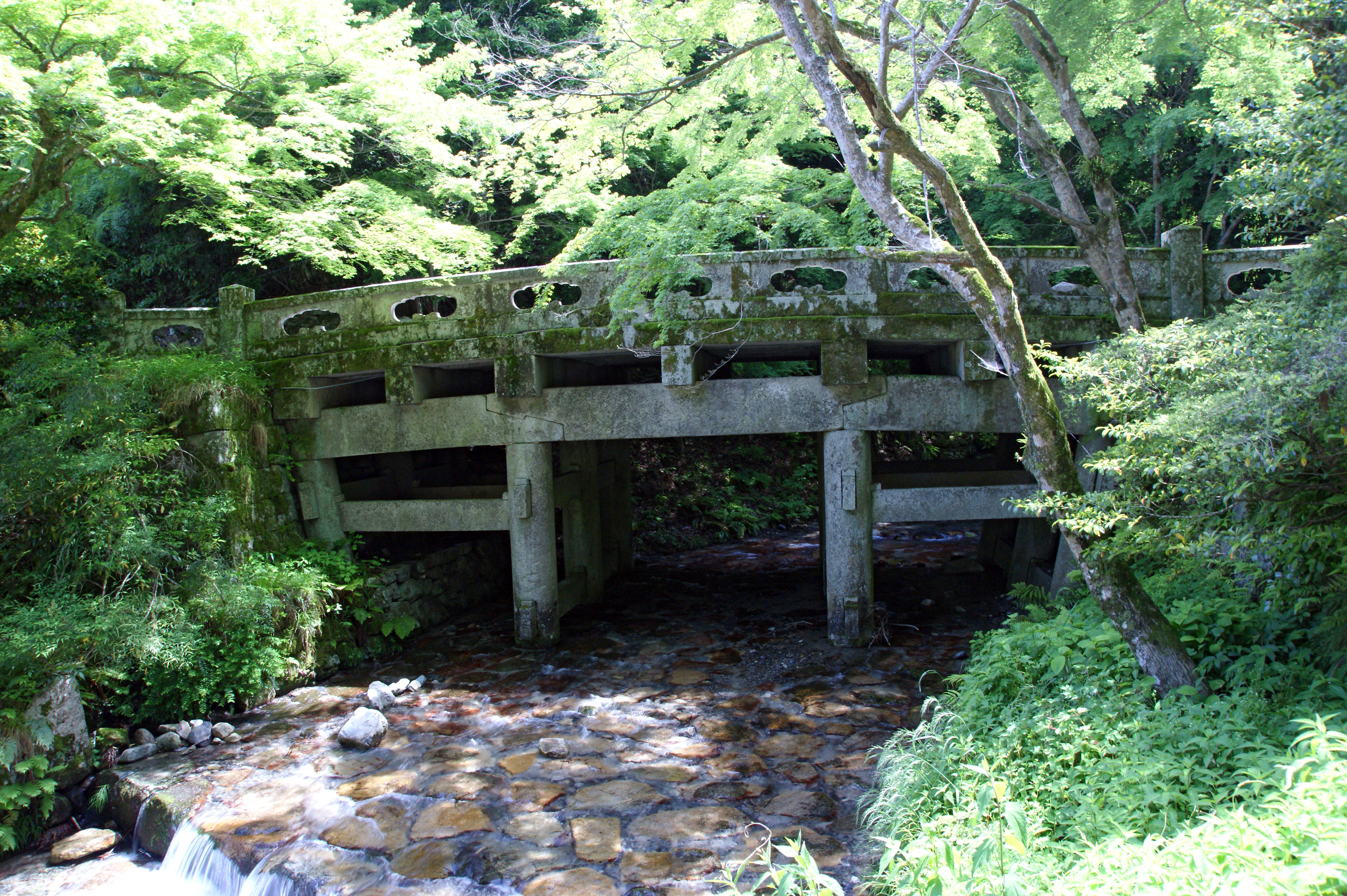
大宮橋（重要文化財）
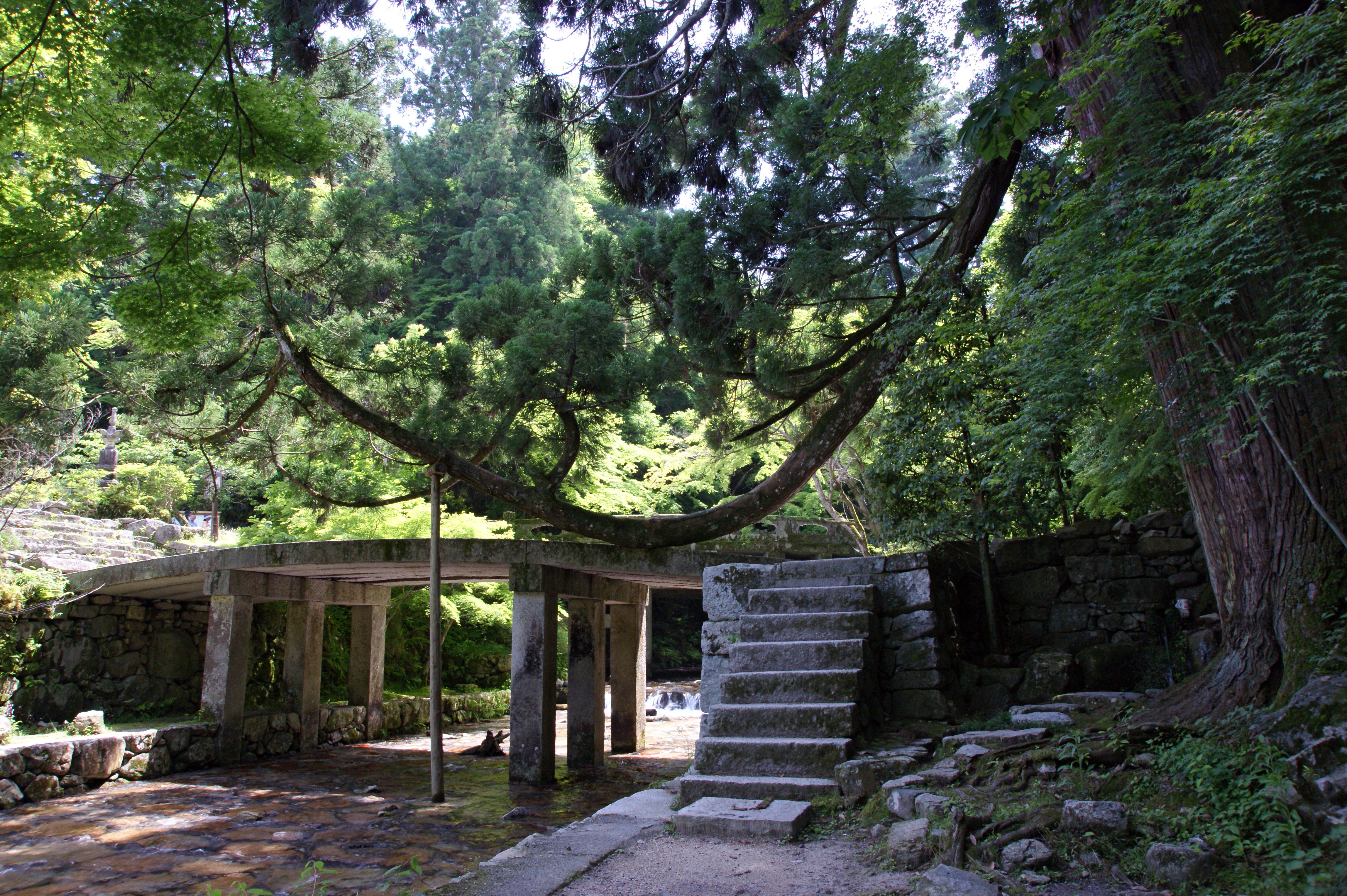
走井橋（重要文化財）
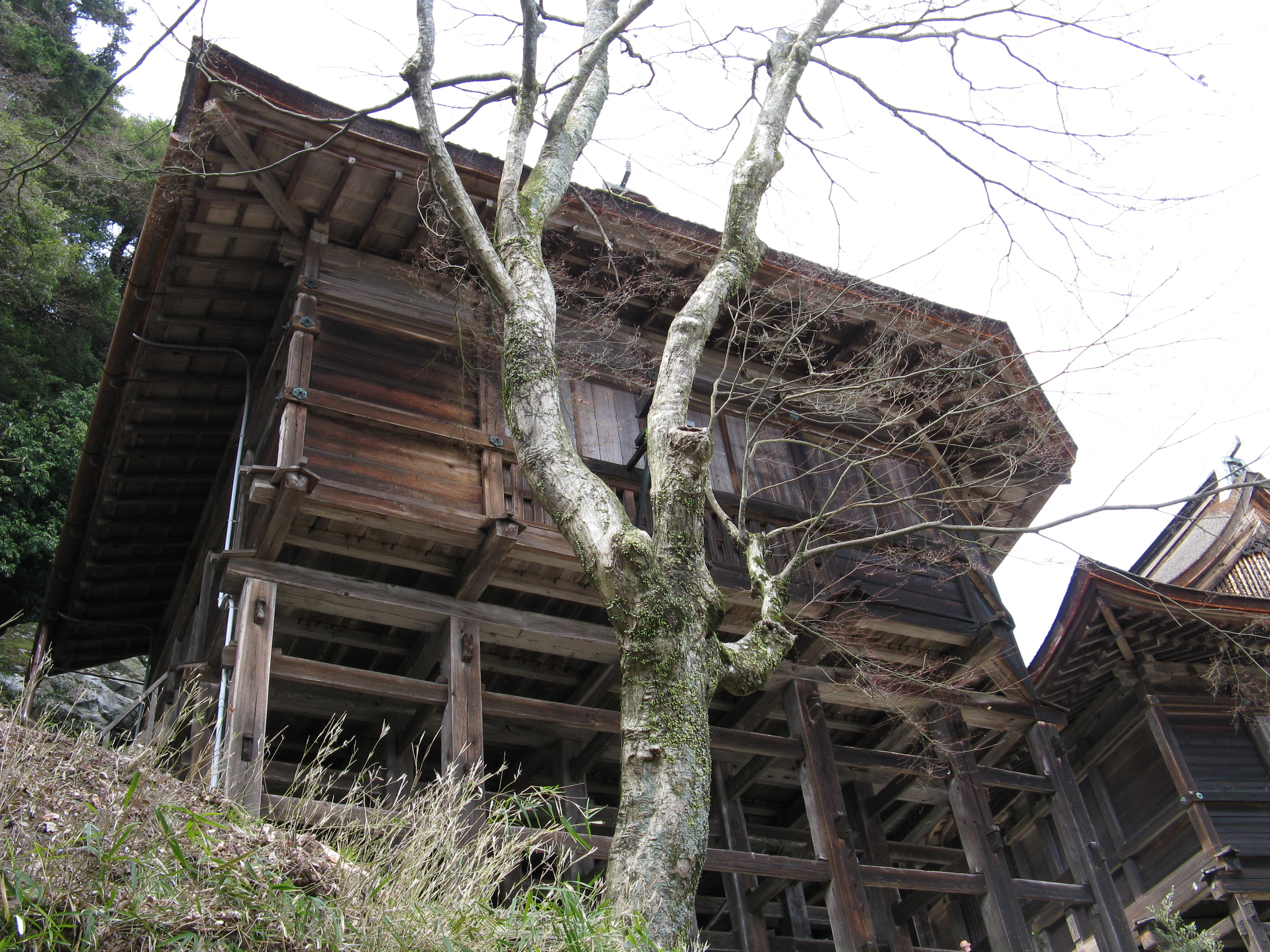
三宮神社拝殿（重要文化財）
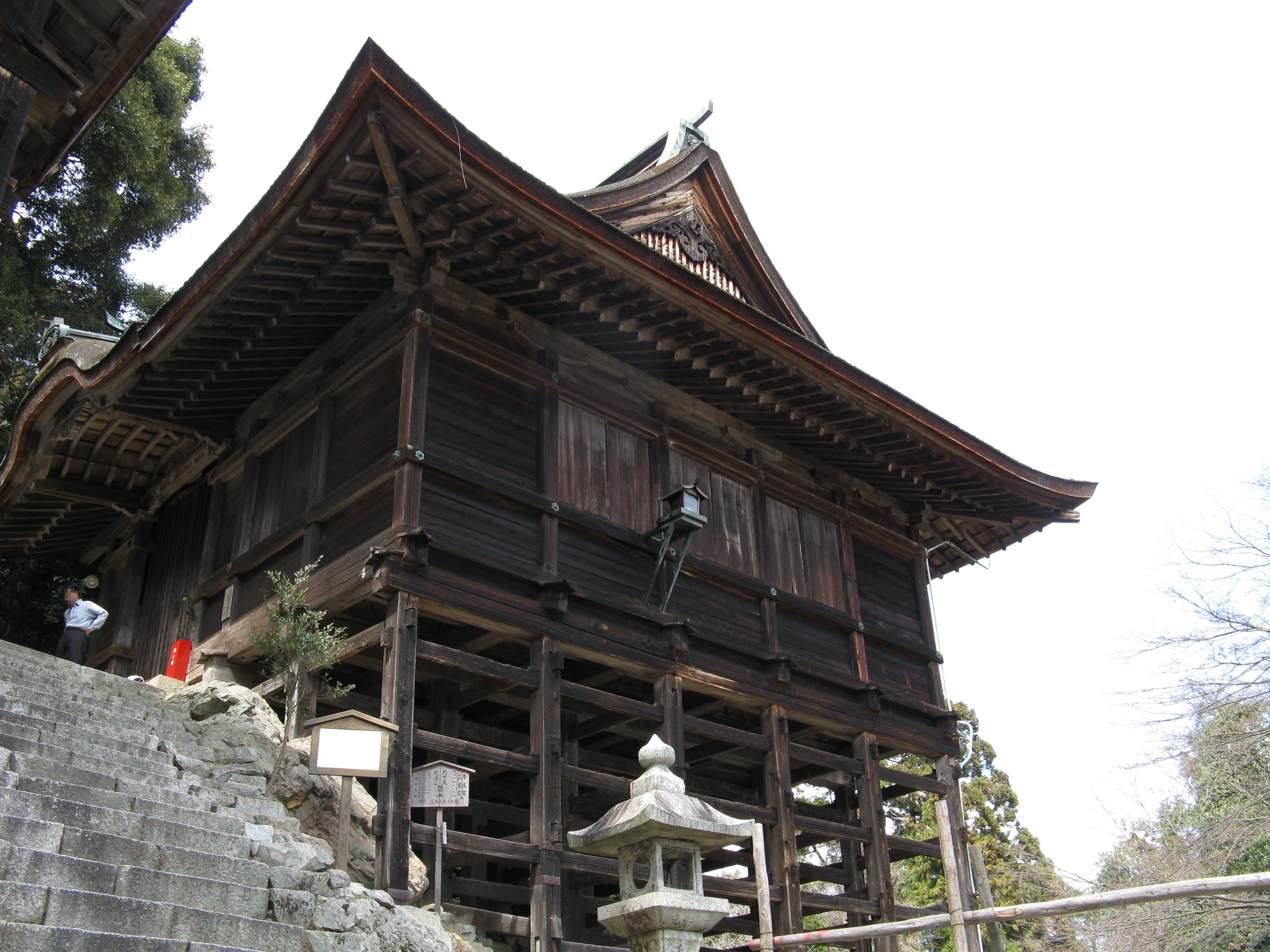
牛尾神社拝殿（重要文化財）
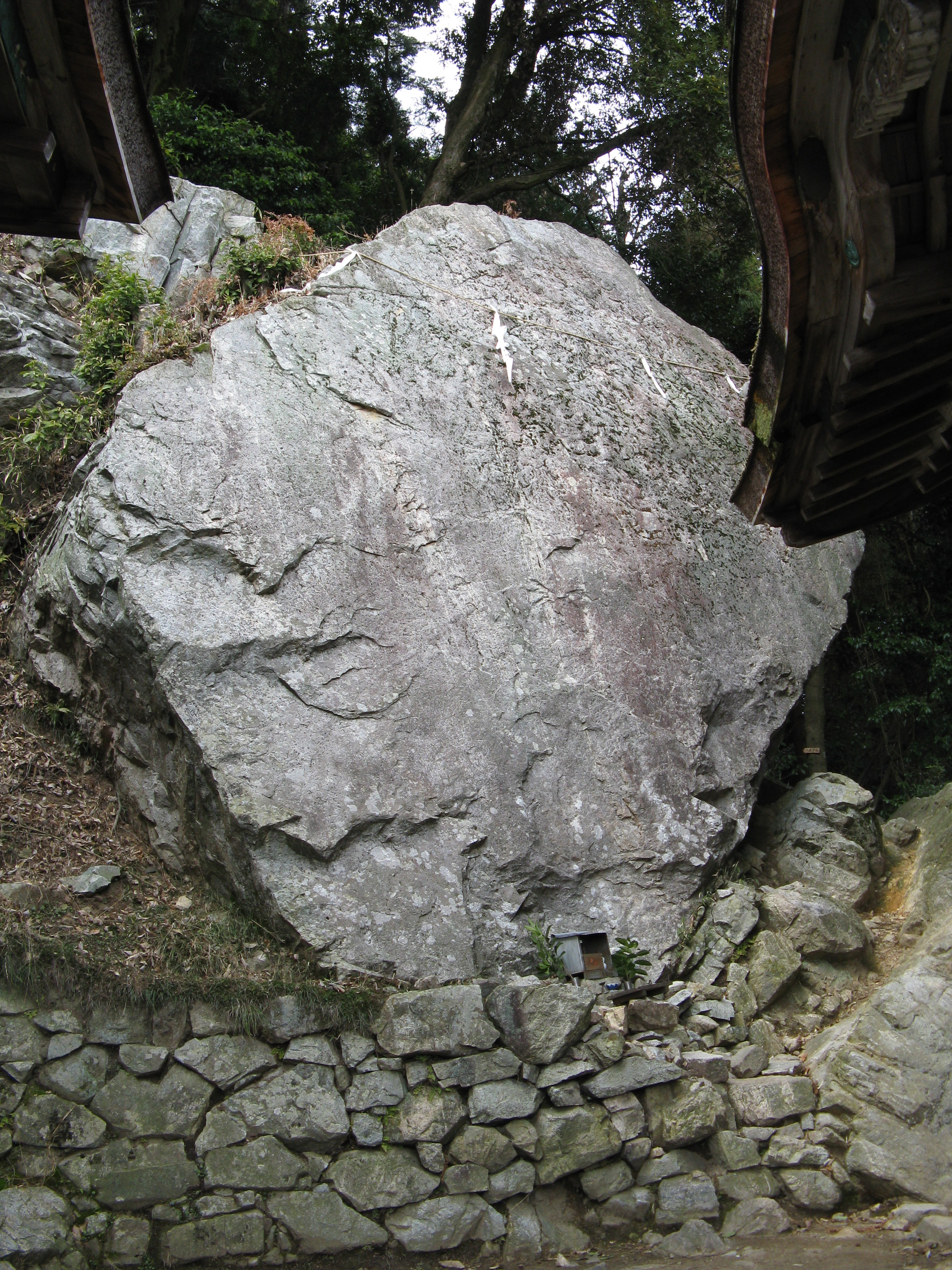
金大巌

## 文化財
国宝
- 西本宮本殿 - 天正14年（1586年）再建。
- 東本宮本殿 - 文禄4年（1595年）再建。

重要文化財
以下の建造物は東照宮（江戸時代の建立）を除いて安土桃山時代の建立である。
- 西本宮拝殿
- 西本宮楼門
- 東本宮拝殿 附：旧天井格縁 1本
- 東本宮楼門
- 摂社宇佐宮 2棟
  - 本殿
  - 拝殿
- 摂社樹下神社（じゅげじんじゃ） 2棟 - 樹下神社は東本宮と同じ敷地にあり、東本宮の参道と樹下神社の参道が直角に交わる、特異な配置になっている。
  - 本殿
  - 拝殿
- 摂社白山姫神社 2棟
  - 本殿
  - 拝殿
- 摂社牛尾神社 2棟 - 牛尾神社と三宮神社は八王子山に位置し、拝殿は懸崖造になっている。
  - 本殿
  - 拝殿
- 摂社三宮神社 2棟
  - 本殿
  - 拝殿
- 末社東照宮 3棟（日吉東照宮参照）
  - 本殿・石の間・拝殿（1棟）
  - 唐門
  - 透塀
- 日吉三橋 3基 - いずれも石橋である。
  - 大宮橋
  - 走井橋
  - 二宮橋
- 日吉山王金銅装神輿 7基

国指定史跡
- 日吉神社境内

滋賀県指定有形文化財
- 日吉大社鳥居（山王鳥居） - 1940年（昭和15年）再建。

大津市指定有形文化財
- 大物忌神社本殿

大津市指定史跡・名勝
- 唐崎神社境内

大津市指定無形民俗文化財
- 山王祭 - 主に4月12日から15日に行う

指定解除された文化財
- 東照宮橋（石橋）- 旧国宝建造物。1935年（昭和10年）6月29日の水害で流出し、指定解除された。

## 主な祭事

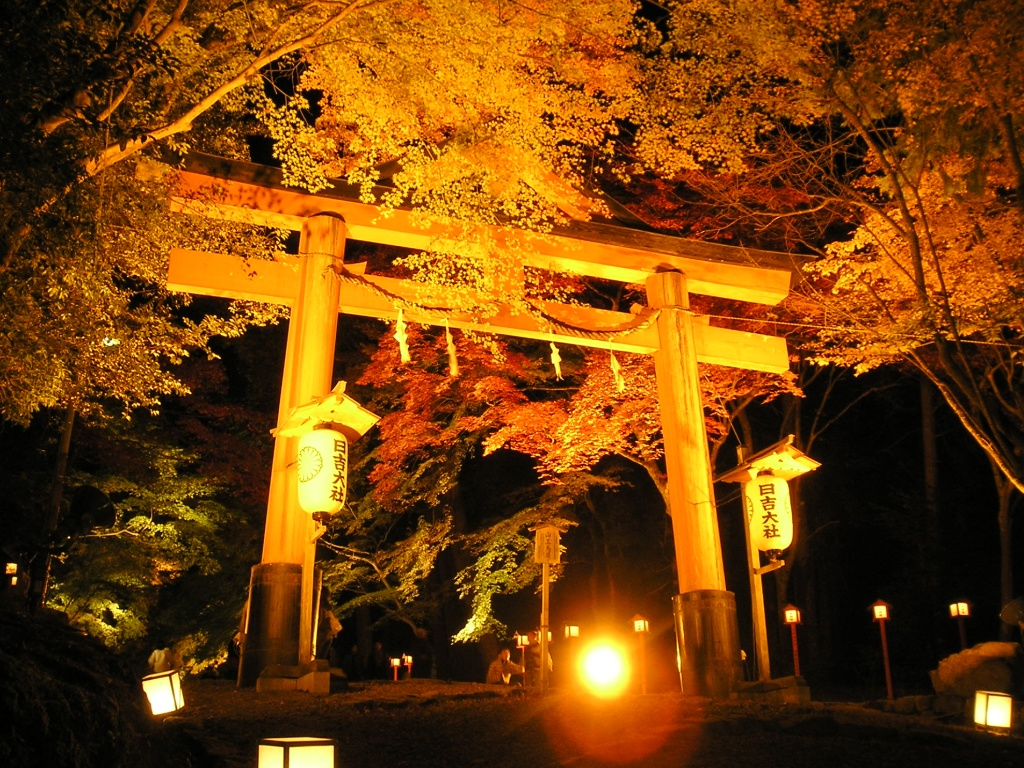
もみじまつりの様子（ライトアップ）

- 大戸開き神事（1月1日） - 歳旦祭にあたるもので、日の出の前に松明の火に照らされる中、片山能太夫によって西本宮では能の「翁」（日吉の翁）が、東本宮では謡曲『高砂』が奉納される[41]。このときの松明の火を自宅へ持ち帰って炊事に使う風習があるため、発火とも呼ばれる[41]。
- 山王祭（4月14日） - およそ1,300年前、三輪明神が坂本に移ったとき、地元の人が大榊を奉納したのが起源とされる。祭礼の期間は神輿上げ、大榊の神事、午の神事、献茶祭、花渡り、宵宮落とし、粟津の御供、神輿の還御、酉の神事、船路の御供まで1か月半に及ぶ[41]。特に山王七社の神輿の渡御は豪壮であり、大榊の神事が静寂の中で行われるのと対照的であるという[41]。
- 山王礼拝講（5月26日）  - 万寿2年（1025年）、僧が修行もせずに僧兵としての活動ばかりしていることが嘆かれ、西本宮にて日吉大神を祀る法華八講が開催されたことが起源とされる[41]。修祓や祝詞の後、法華経の問答が行われ、滋賀県神社庁は「神仏習合時代の様子を今に伝える貴重な祭礼」としている[41]。
- みたらし祭り（7月） - 摂社である唐崎神社で開催される夏越しの大祓神事[41]。大祓、茅の輪くぐり、人形流し、琵琶湖の湖上での護摩木のお焚き上げなどが行われる[41]。下半身の病気や、婦人科の病気に神徳があるとされる[41]。なお、唐崎神社は七瀬の祓所のひとつとされる[41]。
- もみじ祭（11月） - 様々な行事のほか坂本地区一帯を含めライトアップが行われる。

## 現地情報
所在地
- 滋賀県大津市坂本5丁目1-1

交通アクセス
鉄道
- 比叡山鉄道線（坂本ケーブル）ケーブル坂本駅から北へ5分
- 京阪石山坂本線 坂本比叡山口駅から西へ8分
- JR西日本湖西線 比叡山坂本駅から西へ15分

車
- 湖西道路坂本北ICから南西へ1.8キロメートル
- 国道161号から西へ1.6キロメートル